# N.E.C.
Nijmegen Eendracht Combinatie kortweg N.E.C. is een Nederlandse profvoetbalclub uit Nijmegen. De club is opgericht op 15 november 1900, na een fusie tussen Eendracht en NVV Nijmegen. De thuisbasis is het Goffertstadion dat 12.650 plaatsen biedt. De clubkleuren zijn rood, groen en zwart. Het logo verwijst met de tweekoppige adelaar naar het wapen van Nijmegen.

## Geschiedenis

### Ontstaan Eendracht en NVV (1900-1910)
Guus Lodestijn, Anton Kuijpers en Wouter van Lent waren afkomstig uit de oude Nijmeegse benedenstad, destijds niet veel meer dan een achterstandsbuurt waar de armste mensen van de stad woonden. Voetbal was toentertijd al een aardig populaire sport, maar werd gezien als een spelletje voor elitaire, hoge heren. Lodestijn, Kuijpers en van Lent lieten zich hier echter niet door tegenhouden en waren dag in, dag uit met een bal te vinden op de Waalkade of op de Grote Markt. Uiteindelijk namen de drie jongens op 15 november 1900 een uniek besluit dat voor de nodige verbazing zorgde: Zij, afkomstig uit de armoedige benedenstad, gingen een voetbalclub oprichten. Afgeleid van een spreuk die op een poort op de Grote Markt stond, ‘Eendracht maakt macht’, ontstond de clubnaam Eendracht. De contributie die bij lidmaatschap betaald moest worden bedroeg twee cent per week, waarvan om de zoveel tijd een nieuwe bal gekocht kon worden. 
Terwijl Eendracht na een aantal promoties haar wedstrijden in de Tweede Klasse afwerkte deed zich bij de elitaire voetbalvereniging van Nijmegen, Quick, een ontwikkeling voor. Een aantal spelers van de club voelden zich niet thuis in de wereld van de hoge heren en begon een eigen voetbalvereniging: NVV Nijmegen. Op 11 april van het jaar 1910 fuseerden Eendracht en NVV Nijmegen, onder de naamgeving Nijmegen Eendracht Combinatie.

### Weinig financiële middelen (1910-1920)
In de beginjaren ontbrak het N.E.C. aan de broodnodige financiën, want de leden en de supporters kwamen als inwoners van de benedenstad niet bepaald uit het meest daadkrachtige deel van Nijmegen. Daar kwam nog bij dat N.E.C. geen vaste ondergrond had voor haar thuiswedstrijden. Omdat dit in het seizoen 1913/1914 nog altijd het geval was, werd besloten dat de club zich moest terugtrekken uit de competitie en zodoende belandde N.E.C. in de Oostelijke afdeling E, de laagste Klasse. Er werd aan de noodrem getrokken en voormalig oprichter Guus Lodestijn betrad de functie van voorzitter. Aan hem was het nu de taak om zijn club uit het slop te trekken en daarin slaagde hij behoorlijk: N.E.C. ging spelen op een veld dat gelegen was bij de kruising tussen de Sint Annastraat en de Groenestraat en driemaal op rij eindigde N.E.C. als tweede in de zogeheten ‘noodcompetities’, die gestart waren wegens de intrede van de Eerste Wereldoorlog.
Ondanks de bemoeilijkte omstandigheden was N.E.C. groeiende en werd er in 1917 zelfs een jeugdopleiding verwelkomd. Het kwam dan ook erg slecht uit dat N.E.C. de sportvelden aan de Sint Annastraat weer moest verlaten wegens woningbouw, maar voorzitter Lodestijn handelde even opmerkelijk als adequaat: Eliteclub Quick was gevestigd aan de Hazenkampseweg, maar liet een deel van het sportpark ongebruikt. Lodestijn kreeg toestemming om het ongebruikte stuk te huren en bestempelde Eendracht en Quick zodoende als tijdelijke buren.

### Eigen terrein en eerste kampioenschap (1920-1930)
Met ingang van de jaren twintig werd de aankoop van een eigen terrein aan de Hazenkampseweg en de Vossenlaan het belangrijkste agendapunt. Zeker voor een club uit de arbeidersklasse was dit een pittige klus, maar vanaf het seizoen 1923/1924 mocht N.E.C. zich de eigenaar noemen van een eigen sportveld. Het publiek bleef ondanks deze positieve ontwikkelingen slechts in kleine getalen op komen dagen, en waren de financiën nog altijd niet op orde en werd er veel gezeurd door mensen die betrokken waren bij de club.
In het seizoen 1927/1928 leken deze problemen even naar de achtergrond te verdwijnen, want N.E.C. werd kampioen door al haar achttien wedstrijden te winnen en hierin maar liefst 82 maal het net te vinden. De aandacht en de lovende woorden van de pers waren voor N.E.C. een primeur, want nog nooit was de club zo interessant bevonden. Het kampioenschap van N.E.C. betekende echter niet direct promotie naar de Eerste Klasse: Destijds moest een promotiewedstrijd beslissen wie er de stap naar een hoger niveau mocht gaan maken en in dit duel trok Tubantia aan het langste eind. Een seizoen later deed zich eenzelfde soort scenario voor, alleen was PEC nu de gelukkige. Promotiewedstrijden en N.E.C. waren vooralsnog geen gelukkige combinatie, waardoor de club actief bleef in de Tweede Klasse.

### Promotie en bouw Goffertstadion (1930-1950)
Na de teleurstelling van het tweemaal op rij niet behalen van promotie naar de Eerste Klasse werd voor het seizoen 1930/1931 een nieuw bestuur aangesteld. Wederom schopte N.E.C. het tot de promotiewedstrijden en wederom werd er verloren. Wanneer N.E.C. in 1933/1934 eens te meer het kampioenschap in de Tweede Klasse behaalt, maar wederom niet in staat blijkt om de promotiewedstrijden te overleven, begint de uitspraak ‘Nooit Eerste Classer’ toch wel akelig veel weg te krijgen van de werkelijkheid. We schrijven 1935/1936 wanneer N.E.C. van deze benaming af weet te geraken. Na een serie spannende promotiewedstrijden volgde de beslissingswedstrijd in en tegen Borne. N.E.C. zegevierde met 0-2 en mocht zich op 28 juni 1936 voor het eerst in haar bestaan, en na vele gestrande pogingen, een Eersteklasser noemen.
De eerste twee seizoenen in de Eerste Klasse kunnen geschaard worden onder ‘alle begin is moeilijk’, getuige de voorlaatste en twee-na-laatste plaats die destijds behaald werden. Het derde seizoen werd echter het seizoen van de omgekeerde wereld: N.E.C. werd in 1939 kampioen van de Eerste Klasse en zodoende mochten de rood-groen-zwarten zich mengen in de strijd om de landstitel. Hierin kroonde Ajax zich tot landskampioen, maar N.E.C. boekte een enorm succes door als nummer drie van Nederland te eindigen. Gelijktijdig met alle teleurstellingen én successen die N.E.C. in de jaren dertig op haar veld aan de Hazenkampseweg beleefde, was er enkele honderden meters verderop een heel ander proces in volle gang. Duizenden werkloze Nijmegenaren waren hier in de weer met het uitgraven en bouwen van het Goffertstadion, dat op 8 juli 1939 werd geopend. Zowel N.E.C. als Quick werden benaderd om de vaste bespeler van het stadion te worden, maar beide clubs weigerden wegens het feit dat zij dan huur moesten betalen en al over een accommodatie beschikten. 
De Tweede Wereldoorlog woedde inmiddels voort en zo goed en kwaad als het ging werd er ondertussen nog gevoetbald, maar de resultaten vielen tegen. Tijdens de oorlog had het speelveld van N.E.C. aan de Hazenkampseweg gediend als kampement, waardoor er van het terrein weinig meer over was. Daar kwam nog bovenop dat de gemeente in de toekomst wilde starten met woningbouw op het inmiddels voormalige speelveld van N.E.C., waardoor er geen andere optie was dan alweer op zoek te gaan naar een nieuw speelterrein. Natuurlijk was het Goffertstadion speelklaar en N.E.C. zag, met de wedstrijden om het kampioenschap van Nederland nog in het achterhoofd, hier de voordelen wel van in. Zodoende werd besloten de vaste bespeler te worden van het Goffertstadion en mocht N.E.C. het vanaf het seizoen 1945/1946 haar thuishaven noemen. In 1946 en 1947 werd N.E.C. kampioen van de Oostelijke Eerste Klasse. In 1947 werd N.E.C. wederom derde van Nederland in de kampioenscompetitie.

### Moeizame overgang van amateur- naar profclub (1950-1970)
Op de achtergrond werd gewerkt aan de invoering van profvoetbal in Nederland, waarbij N.E.C. een belangrijke beslissing te wachten stond: Ging men meedoen en haar spelers betalen, of zou N.E.C. een amateurvereniging blijven? Na een algemene ledenvergadering trad het bestuur naar buiten met de mededeling dat de knoop was doorgehakt: N.E.C. zou zich voortaan een profclub mogen noemen. Echter bleek al snel dat de transitie van een amateurvereniging naar een profclub geen gemakkelijke was. De eenheid binnen de club raakte verstoord, met onderling wantrouwen en bestuurlijke wanorde als voornaamste kenmerken. Al deze problemen achter de schermen droegen ook niet bij aan de sportieve prestaties, die de resterende jaren vijftig niet van het gewenste niveau waren.
N.E.C. zat in een dal. Het lukte de club al vijf seizoenen op een rij niet om te promoveren naar de Eerste Divisie, het voltallige bestuur besloot af te stappen en financieel was het niet om over naar huis te schrijven. Alsof dat niet genoeg was voerde de KNVB in het seizoen 1961/1962 een nieuwe regeling door: De onderste vijf ploegen uit de Tweede Divisie moesten terugkeren naar het amateurvoetbal. Na een dramatische seizoenstart wist N.E.C. maar niet weg te geraken van de gedoemde onderste regionen, waardoor de toekomst van N.E.C. als profclub aan een flinterdun draadje kwam te hangen. Uiteindelijk belandde N.E.C. in de nacompetitie, waarin beslist zou worden welke club het profvoetbal gedag moest zeggen. De tegenstander in de beslissingswedstrijd was Oldenzaal, tegen wie N.E.C. aantrad met een elftal vol Nijmeegse jongens. Van hen kroonde Tini van Reeken zich tot de grote held van N.E.C., door voor de enige en winnende treffer te tekenen en zijn club zodoende te behoeden voor amateurvoetbal.
In het seizoen 1962/1963 werd N.E.C. (samen met Alkmaar ‘54) de eerste club uit de Tweede Divisie die de halve finale van de KNVB beker bereikte. Het halen van de eerste bekerfinale bleek nog een brug te ver, tegen eredivisionist ADO werd met 3-1 verloren. 
Enkele jaren later, in 1964, lukte het N.E.C. eindelijk om haar grote missie te volbrengen: Promotie naar de Eerste Divisie was een feit! Uiteraard moest N.E.C. om dit bereiken eerst weer een promotiewedstrijd spelen, maar deze keer trokken de Nijmegenaren in een confrontatie met Alkmaar aan het langste eind. Het verblijf van N.E.C. in de Eerste Divisie duurde vervolgens drie seizoenen, want in het seizoen 1966/1967 wist de ploeg voor de eerste keer in de geschiedenis promotie naar de Eredivisie af te dwingen. Daarmee werd het de eerste Eredivisieploeg uit Gelderland. De verwachting was dat N.E.C. hier moest gaan knokken voor lijfsbehoud, maar niets bleek minder waar. De Nijmegenaren weerden zich meer dan kranig tegen het Eredivisiegeweld en de club wist de eerste seizoenen op het hoogste niveau telkens zeer verdienstelijk rond de tiende plaats te eindigen.

### Bekerfinales en jojo-periode (1970-1990)
De goede lijn die N.E.C. in de Eredivisie had ingezet wist de ploeg nog een aantal jaar door te trekken. Sterker nog, N.E.C. ging daarnaast ook goed presteren in het bekertoernooi: Nadat achtereenvolgens Go Ahead Eagles, SVV, Feyenoord en AZ ’67 werden uitgeschakeld bereikte N.E.C. in 1973 voor de eerste keer de bekerfinale, waarin NAC de tegenstander was. Ondanks dat N.E.C. als favoriet werd beschouwd zegevierden de Bredanaren met 1-0. In het seizoen na de bekerfinale kwam de klad erin en degradeerde N.E.C. op de laatste speeldag van de competitie naar de Eerste Divisie. De club wilde uiteraard zo snel mogelijk weer terugkeren en precies zoals de club een jaar eerder op de laatste dag degradeerde, slaagde de ploeg er nu in om op de laatste speeldag weer te promoveren.
Zo verrassend goed als N.E.C. debuteerde in de Eredivisie, zo teleurstellend waren de resultaten bij de terugkeer van de Nijmegenaren. Na een aantal eindklasseringen nét boven de degradatiestreep, viel het doek in het seizoen 1982/1983 dan toch echt. Wel bereikte N.E.C. in 1983 de bekerfinale, maar net als tien jaar eerder verloor het deze. Deze keer was landskampioen AFC Ajax te sterk. Een meer dan schrale troost was de regeling dat de verliezend bekerfinalist zich destijds verzekerde van Europees voetbal in het eerstvolgende seizoen, wanneer de bekerwinnaar ook landskampioen was geworden. N.E.C. mocht hierdoor als Eerstedivisionist een aantal wedstrijden op Europees niveau acteren in het toernooi om de Europa Cup voor bekerwinnaars. Zo werd N.E.C. de eerste Gelderse club die Europees voetbal ging spelen. 
Het werd een memorabel Europees avontuur, want wát een tegenstander rolde er uit de koker voor de achtste finale nadat N.E.C. in de eerste ronde al Brann Bergen had uitgeschakeld: FC Barcelona, waar destijds namen als Diego Maradona en Bernd Schuster rondliepen, kwam naar Nijmegen. In een bomvol Goffertstadion leek zelfs even een wonder te gebeuren, want N.E.C. kwam op een 2-0 voorsprong. Uiteindelijk trof FC Barcelona, weliswaar zonder de geblesseerde Maradona, nog driemaal doel en dus verloor N.E.C. Bij de returnwedstrijd in Spanje trok FC Barcelona ook aan het langste eind en dus was N.E.C. uitgeschakeld, maar de Nijmegenaren konden terugblikken op een prachtige eerste Europese ervaring.
In de nationale competitie presteerde N.E.C. in de verdere jaren tachtig zeer wisselvallig. Zo promoveerden de Nijmegenaren in 1985 naar de Eredivisie, zakte het weer terug naar de Eerste Divisie en wist het in 1989 weer de stap te maken naar de Eredivisie.

### Bekend gezicht in de Eredivisie (1990-2010)
Na de promotie in 1989 was de periode waarin N.E.C. actief wist te blijven in de Eredivisie wederom van korte duur. Na eindklasseringen op de zestiende en achttiende plaats zakten de rood-groen-zwarten weer terug naar de Eerste Divisie, waar het tot 1994 zou blijven. In ditzelfde seizoen wist N.E.C. in het bekertoernooi door te stoten tot aan de finale, maar hierin bleek Feyenoord te sterk. Het sterke bekertoernooi bleek in eerste instantie geen voorbode voor een succesvol verblijf in de Eredivisie, maar N.E.C. wist zich telkens ternauwernood te handhaven. In 1998 eindigde de ploeg zelfs als achtste, waarmee het beste resultaat sinds twintig jaar behaald werd. Deze goede prestatie wisten de Nijmegenaren door te trekken en zo ging N.E.C. als Eredivisionist de 21e eeuw in.

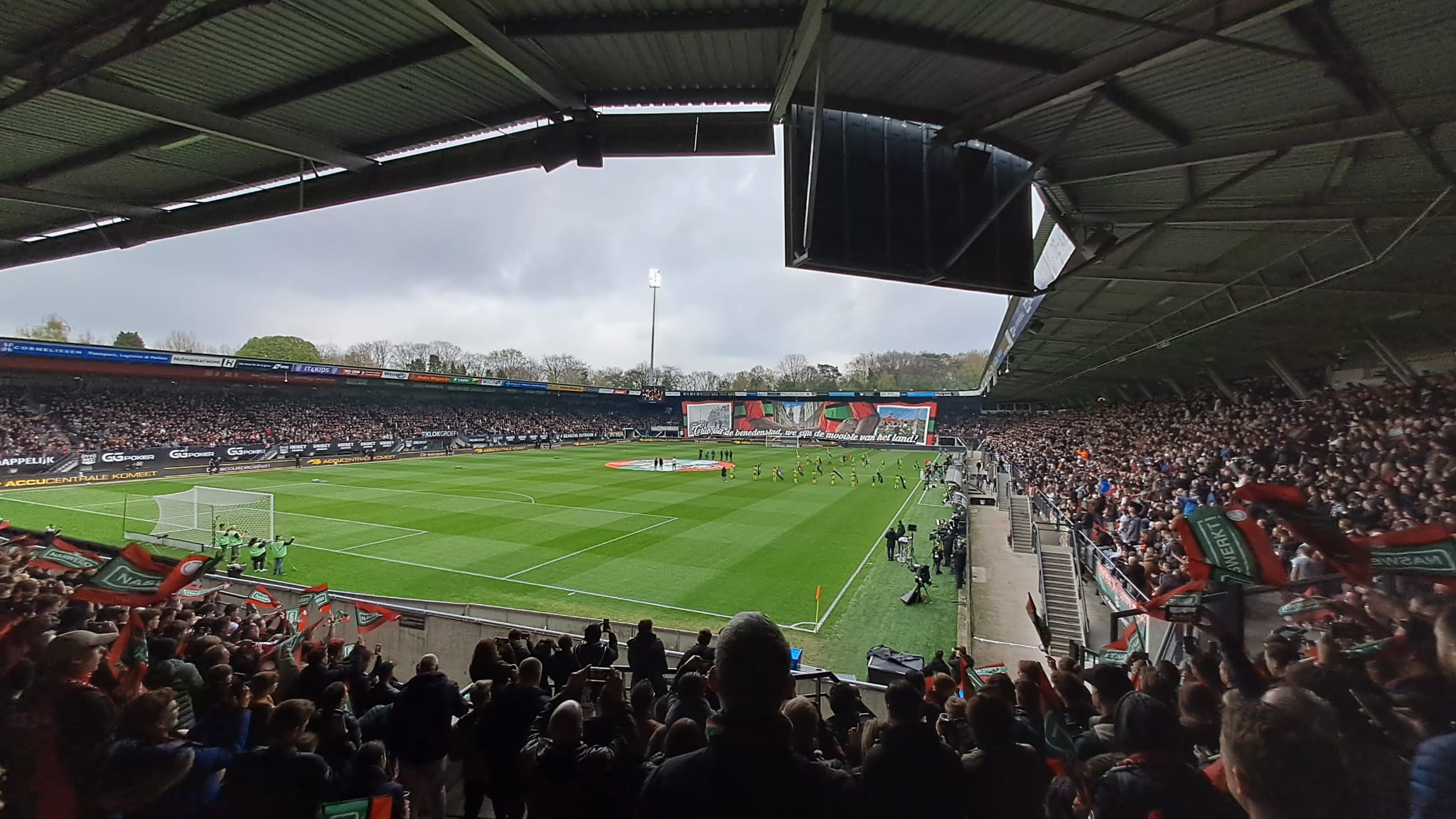

Tevens stond er tijdens de laatste jaren '90 een voornaam bestuurder op die N.E.C. van nieuw elan voorzag. Onder leiding van voorzitter Hans van Delft werd er gewerkt aan het imago van de club en werd er tevens gewerkt aan plannen voor een vernieuwde Goffert, die aan het begin van de volgende eeuw werd geopend. In dit volledig vernieuwde stadion begon N.E.C. aan de twintigste eeuw. In het seizoen 1999/2000 bereikte N.E.C. opnieuw de bekerfinale, maar ook deze ging verloren. Roda JC was met 2-0 te sterk. Toch sleepte de club wel een prijs in de wacht. N.E.C. werd dat seizoen uitgeroepen tot club van het jaar. In het seizoen 2002/2003 wist N.E.C. onder leiding van trainer Johan Neeskens de beste eindklassering uit de clubgeschiedenis te bewerkstelligen: Op de laatste speeldag, in ongeveer de allerlaatste seconde van de uitwedstrijd tegen RKC Waarlijk, was Jarda Simr de man die N.E.C. naar de overwinning en daarmee de vijfde plaats in de Eredivisie schoot. Door deze vijfde plaats mocht N.E.C. in het daaropvolgende seizoen deelnemen aan de UEFA Cup, maar de Nijmegenaren sneuvelden al in de eerste ronde tegen Wisla Krakau. Na een 2-4 nederlaag over twee wedstrijden.  
De Nederlands ondernemer Marcel Boekhoorn is al sinds zijn jeugd supporter van de club. Ook is hij al vele jaren betrokken als sponsor en beschikt hij over een eigen logebox in het Goffertstadion. In het seizoen 2003/04 was hij de belangrijkste geldschieter in het aantrekken van Andrzej Niedzielan en Édgar Barreto. Ook voor het behoud van andere spelers heeft Boekhoorn geïnvesteerd in de voetbalclub. 
Het seizoen 2007/08 was voor N.E.C. een seizoen van uitersten. Voor de winterstop draaide het elftal erg slecht en in januari stond N.E.C. op een zeventiende plaats op de ranglijst. Ook werd N.E.C. door FC Zwolle uitgeschakeld in het toernooi om de KNVB beker. Hierna viel ineens alles op z'n plaats en werd de weg omhoog ingezet die resulteerde in een achtste plaats in de eindrangschikking en deelname om de playoffs voor UEFA Cupvoetbal. In de playoffs schakelde N.E.C. achtereenvolgens Roda JC, FC Groningen en NAC Breda uit waardoor een UEFA Cupplaats behaald werd. Dit werd gevierd met een huldiging in het Goffertpark. Na het seizoen, waarin N.E.C. elfde eindigde, nam trainer Mario Been afscheid van de club en vertrok naar Feyenoord.
Vijf jaar na de laatste poging kreeg N.E.C. de gelegenheid voor een herkansing in Europa. Dinamo Boekarest werd uitgeschakeld in de voorrondes. Sterker nog, onder leiding van oefenmeester Mario Been wist N.E.C. vervolgens te overleven in een poulefase met Udinese, Tottenham Hotspur, Dinamo Zagreb en Spartak Moskou. In de knock-out fase die volgde werd N.E.C. gekoppeld aan HSV, maar ondanks de enorme steun voor N.E.C. bleken de Duitsers een maatje te groot. N.E.C. had in die periode meerdere (ex-)internationals onder contract: de Hongaren Gábor Babos en Krisztián Vadócz, de Denen Niki Zimling en Lasse Schöne, en de Nederlander Romano Denneboom kwamen uit voor hun nationale elftallen, terwijl Bram Nuytinck, Mark Otten, Lorenzo Davids en Rens van Eijden speelden voor Oranje onder 21.

### Degradaties en dieptepunten (2010-2020)
Aan het begin van dit decennium werkte de topscoorder van de Nederlandse competitie zijn thuiswedstrijden af in de Goffert. Bjorn Vleminckx werd in het seizoen 2010/11 topscoorder van de Eredivisie met 23 doelpunten. In de zomer van 2013 was Boekhoorn betrokken bij het aantrekken van Marnick Vermijl, Jakob Jantscher en Samuel Štefánik.Na de derde competitiewedstrijd, waarin thuis met 1-5 werd verloren van PEC Zwolle, werd trainer Alex Pastoor ontslagen als gevolg van langdurig tegenvallende resultaten. Na twintig jaar onafgebroken in de Eredivisie te hebben gevoetbald ging het in het seizoen 2013/14 mis voor N.E.C.: De ploeg degradeerde doordat er in de nacompetitie verloren werd van Sparta, maar N.E.C. toonde zich vervolgens een ploeg van Eredivisieformaat: de club kon na 32 speelronden, met een voorsprong van 21 punten op de nummer twee FC Eindhoven, niet meer achterhaald worden, wat op 3 april 2015 resulteerde in het kampioenschap. N.E.C. won thuis van Sparta Rotterdam met 1-0, wat voldoende was voor de titel en daarmee promotie. Het elftal van Ruud Brood wervelde door de Jupiler League heen en legde beslag op alle vier de periodetitels, waarbij het ene na het andere record werd verbroken. Zo scoorde N.E.C. precies honderd doelpunten en speelde het meer dan honderd punten bij elkaar, een ongekende prestatie. Nooit eerder haalde een ploeg uit de Jupiler League deze twee mijlpalen in één seizoen.

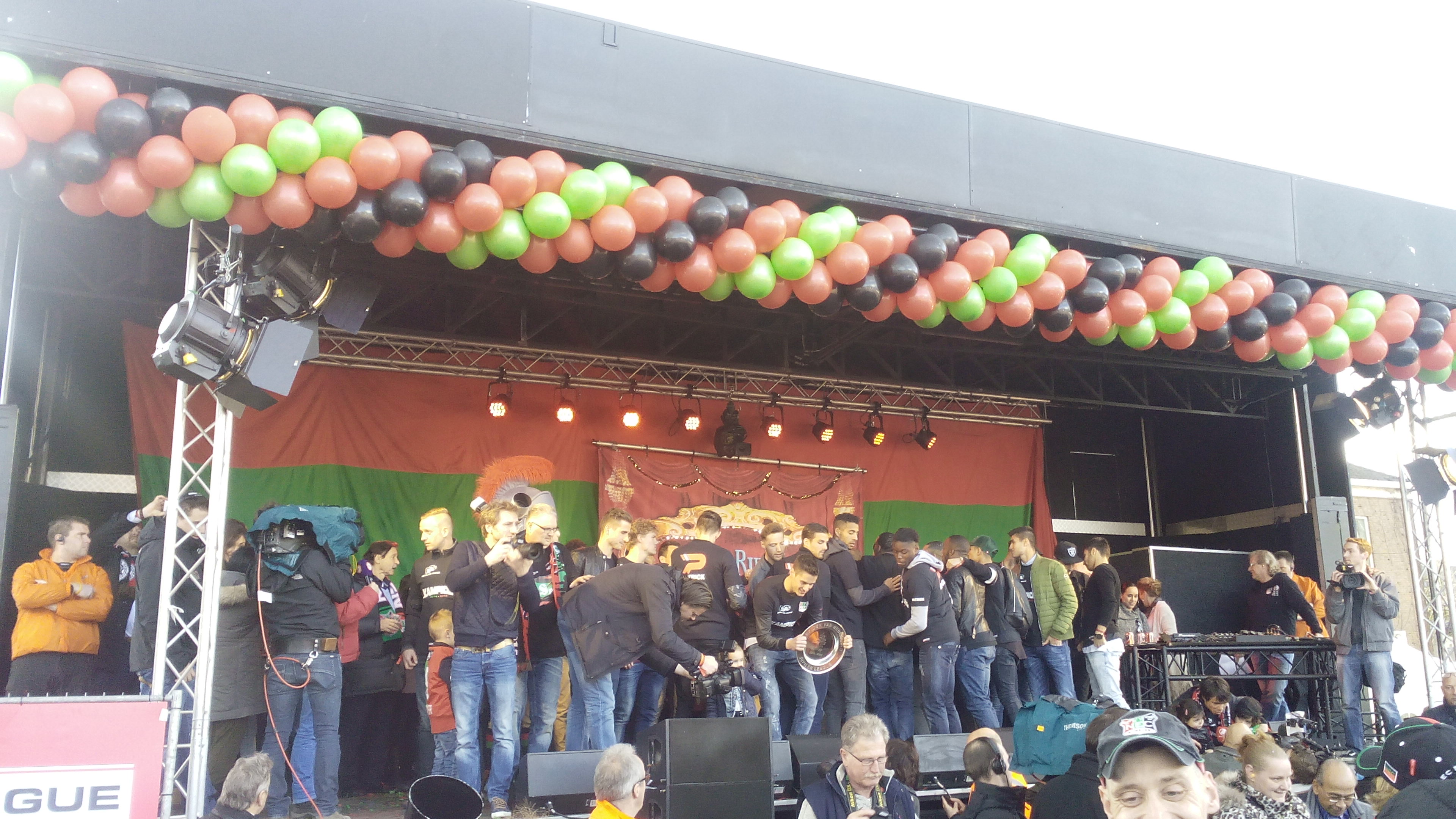
Huldiging van de selectie N.E.C. na het behalen van het kampioenschap in 2015

Na het denderende seizoen in de Jupiler League eindigde N.E.C. een jaar later in de Eredivisie op een keurige tiende plaats. Het daaropvolgende seizoen was echter het seizoen van de totale ineenstorting: Na de winterstop stond N.E.C. negende en leek er geen vuiltje aan de lucht, maar een vrije val volgde. N.E.C. behaalde in dertien wedstrijden nog maar drie punten en mocht zich, al wist het haar laatste twee competitiewedstrijden nog wel winnend af te sluiten, klaarmaken voor de play-offs tegen degradatie. Nadat FC Emmen werd uitgeschakeld volgde tegen NAC Breda een waar doemscenario: Na een 1-0 uitnederlaag werd er in de Goffert met 1-4 verloren en was de degradatie van N.E.C. een feit.
Het seizoen 2017/18 moest dus worden afgewerkt in de Jupiler League, waar N.E.C. tot op de laatste speeldag van competitie streed om de titel met Jong Ajax en Fortuna Sittard. N.E.C. had de kaarten echter niet meer in eigen hand en de concurrenten deden wat ze moesten doen: Zodoende werd Jong Ajax kampioen, promoveerde Fortuna Sittard als nummer twee rechtstreeks naar de Eredivisie en gingen de Nijmegenaren de nacompetitie in. Evenals het jaar ervoor was FC Emmen de tegenstander in de halve finale van de play-offs. In Emmen ging N.E.C. met 4-0 hard onderuit, waardoor het een schier onmogelijke opgave was om in eigen huis het verlies nog recht te zetten. In de eigen Goffert kwam N.E.C. drie dagen later nog wel tot 4-1, maar het was niet genoeg. Door de uitschakeling is N.E.C. ook komend seizoen actief in de Jupiler League.
In het seizoen 2018/19 zakte N.E.C. verder weg op de ranglijst van de Eerste Divisie, die vanaf de zomer van 2018 de Keuken Kampioen Divisie was gaan heten. Meedoen in de top van de ranglijst zat er niet in, mede door de aanwezigheid van clubs als FC Twente en Sparta Rotterdam. N.E.C. eindigde na 38 wedstrijden als negende, maar dat was wel genoeg om mee te mogen doen aan de eerste ronde van de play-offs. Daarin moest het zien af te rekenen met RKC Waalwijk, dat in de reguliere competitie één plekje hoger was geëindigd en ook maar één punt meer had vergaard. N.E.C. startte thuis voortvarend en kreeg uiteindelijk met een 2-0 zege nog te weinig. Dat er niet meer werd gescoord, kwam de Nijmegenaren een paar dagen later in Waalwijk duur te staan. RKC Waalwijk rechtte de rug, won met 3-0 en veroordeelde N.E.C. tot nog een jaar op het tweede niveau.

### Terug naar de Eredivisie (2020-heden)
Voor het seizoen 2019/20 kiest N.E.C. voor een combinatie van trainers uit de eigen gelederen. Het driemanschap Adrie Bogers, Rogier Meijer en Francois Gesthuizen nemen op basis van gelijkwaardigheid de leiding over de Nijmeegse selectie. Het voetbaljaar 2019/00 werd vervolgens een seizoen om niet snel meer te vergeten. Dat kwam niet door sportieve prestaties van N.E.C. of welke club dan ook, maar door de uitbraak van het coronavirus. Na 29 speelronden werd de competitie stilgelegd en die werd later ook nooit meer hervat, waardoor de mannen uit de Keizerstad op de achtste plaats eindigden. Deelname aan de play-offs leek dat seizoen een zekerheidje, maar of dat inderdaad gelukt was zullen we nooit weten. De Nederlandse overheid besloot een tijdje later dat er vanaf augustus 2020 weer in competitieverband gevoetbald kon worden en dat betekende dat het seizoen, zij het grotendeels voor lege tribunes, afgewerkt kon worden. In het seizoen 2020/2021 werd Rogier Meijer als hoofdtrainer aangesteld. Het werd een wisselvallig seizoen, waarin N.E.C. series aan gewonnen wedstrijden afwisselde met reeksen waarin amper resultaten werden geboekt. Uiteindelijk was het toch genoeg om als nummer zeven de nacompetitie in te gaan.
In die nacompetitie voltrok zich een droomscenario. Als nummer zeven van de competitie won de formatie van trainer Rogier Meijer achtereenvolgens van nummer vier Almere City FC (1-4), het als achtste geëindigde Roda JC Kerkrade (3-0 voor een deels gevulde Goffert) en nummer vijf NAC Breda. In die laatste wedstrijd, de finale van de play-offs, werd er door een late wondergoal van Jonathan Okita met 1-2 gewonnen en verzekerde N.E.C. zich eindelijk van promotie naar de Eredivisie.
De terugkeer op het hoogste niveau verliep vervolgens uitstekend. Meijer liet zijn elftal in het seizoen 2021/22 realistisch voetbal spelen en mede daardoor kon men in Nijmegen tot op de laatste speeldag dromen van het bereiken van Europees voetbal. Uiteindelijk werden de play-offs om het laatste continentale ticket net niet gehaald, maar de elfde plaats op de ranglijst was een verdiende beloning voor de spelers, staf, bestuur en fans van N.E.C. In het seizoen 2022/23 wist N.E.C. een positie in de middenmoot van de Eredivisie te behouden. Na een wisselvallige start van het seizoen 2023/24 presteerde de club sinds december 2023 steeds beter. N.E.C haalde in dit seizoen zelfs de finale van de KNVB Beker. Deze werd op 21 april 2024 met 1-0 verloren van Feyenoord. In de Eredivisie slaagde N.E.C. er op 30 maart 2024 in koploper PSV met 3-1 te verslaan, daarmee een eind makend aan een reeks van 42 duels zonder verlies voor die club. Dat seizoen eindigde N.E.C. als zesde, de op-een-na hoogste klassering ooit.
Door een eindsprint met negen punten uit de laatste drie competitiewedstrijden, eindigde N.E.C. in het seizoen 2024/25 als achtste op de ranglijst, waarmee voor het eerst sinds 2003 tweemaal achter elkaar in het linkerrijtje van de Eredivisie eindigde. De achtste plek gaf N.E.C. een plek in de play-offs om Europees voetbal.

## Erelijst
- Kampioen Eerste divisie

1975, 2015
- Kampioen Tweede Divisie B

1964
- Kampioen Eerste Klasse Oost

1939, 1946, 1947
- Kampioen Oost 2B

1928, 1929, 1931, 1934

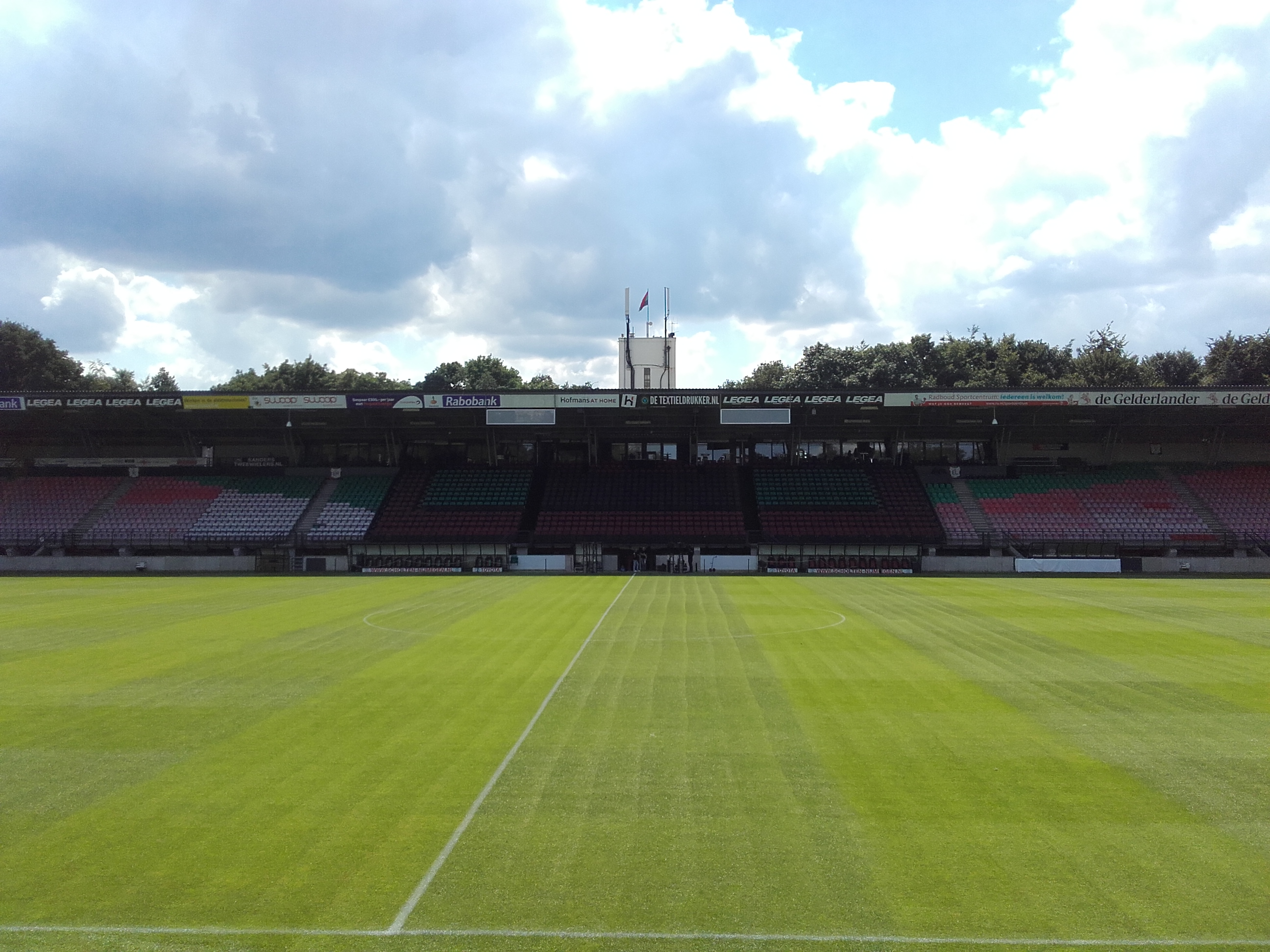
Goffertstadion tijdens de open dag van 2017

- Promotie naar Eredivisie (* via nacompetitie)

1967, 1975, 1985*, 1989*, 1994*, 2015, 2021*
- Finalist KNVB beker

1973, 1983, 1994, 2000, 2024
- Derde plaats Nederlands kampioenschap

1939, 1947
- Zilveren Bal

1941

## Clubcultuur

### Clublied
Het officiële clublied van N.E.C. is sinds november 1966 "Weer trekken wij ten strijde".

### Supportersvereniging
De Supportersvereniging N.E.C. bestaat sinds 1962. De vereniging is een van de grootste verenigingen in Nijmegen en omstreken.

### Rivaliteit
N.E.C.'s aartsrivaal is Vitesse uit Arnhem. Een wedstrijd tussen deze clubs werd de Derby van Gelderland genoemd. Het is een botsing van de twee grootste steden van Gelderland: de zelfbewuste uitstraling van de hoofdstad tegen de Nijmeegse volksmentaliteit. Oorspronkelijk was louter sprake van animositeit. In mei 1993 werd De Goffert door de aartsrivaal van N.E.C. gebruikt om twee 'thuiswedstrijden' te spelen. Dit gebeurde op 16 mei tegen Feyenoord (1-1) en op 23 mei tegen PSV (0-1). Op laatstgenoemde wedstrijd kwamen ruim 20.000 toeschouwers af. Pas na de opkomst van Vitesse onder leiding van Karel Aalbers, die niet naliet te melden dat in de regio slechts plaats was voor één club, sloeg die animositeit om in agressie. In de jaren 90 uitte die agressie zich in rellen. Na de door de provinciale energieleverancier PGEM (het latere Nuon) en de provincie Gelderland medegefinancierde opmars van Vitesse ontwikkelde de agressie zich voor een deel van de wederzijdse aanhang tot haat. De Nijmeegse aanhang hekelde dat de rivaal uit Arnhem met overheidsmiljoenen gesteund werd. Toenmalig voorzitter Henk van de Water liet uit protest tegen de sponsoring door PGEM de lampen van het stadion voor een wedstrijd tijdelijk doven. Na de financiële instorting van Vitesse door de terugtrekking van Nuon en provincie begin 2000 werden de supportersverhoudingen enigszins genormaliseerd. Nadat Vitesse in 2007-2008 opnieuw een schuldbedrag afkocht middels een crediteurenakkoord met hulp van zijn sponsoren zijn de verhoudingen echter weer verscherpt. 
Op 16 augustus 2010 maakte Vitesse bekend dat de Georgische ondernemer Merab Zjordania eigenaar van de club werd. De doelstelling van Vitesse was om weer opnieuw mee te spelen in de top van de Eredivisie. Door de komst van Zjordania kregen de verhoudingen die alweer enigszins waren verscherpt opnieuw agressieve trekjes. 
Aanhangers van N.E.C., euforisch vanwege het kampioenschap van hun club in de Jupiler League, besloten in mei 2015 hun blijdschap te delen met Vitesse. We're back, See you soon, wapperde achter een vliegtuigje boven Arnhem en GelreDome. Een ludieke manier om te reageren op de actie van Vitesse in mei 2014, toen de Arnhemse fans op de Nijmeegse Waalbrug een bordje plaatsten met: Eredivisievoetbal, nog vijftien kilometer.
Voor de supporters kan een overwinning op de aartsrivaal een slecht seizoen deels nog goedmaken, de beste ploeg van het seizoen verdient dan ook de zogenaamde titel De Nummer 1 van Gelderland. De eerste competitiewedstrijd tussen Vitesse en N.E.C. werd gespeeld op 18 maart 1923 in Nijmegen. Vitesse won die wedstrijd met 1-2 door twee doelpunten van Gerrit Langeler. Ruim honderd jaar later, op 7 april 2024, won N.E.C. de 102'de editie met 0-3. Het was een wedstrijd met veel emoties. Niet alleen omdat N.E.C. sinds 2015/16 niet meer gewonnen had van Vitesse, maar vooral omdat Vitesse streed tegen degradatie en nog belangrijker, om de proflicentie te behouden. Vitesse verloor de proflicentie in 2025. 
De lijst met spelers die voor zowel Vitesse als N.E.C. hebben gespeeld, is niet heel lang, maar er staan wel bekende namen tussen als Chris van der Weerden, Peter Wisgerhof, Willem Korsten, Navarone Foor, Patrick Pothuizen en Jhon van Beukering. Die laatste doorliep de jeugdopleiding van Vitesse en stond tussen 2000 en 2003 onder contract bij de Arnhemmers. Tussen 2007 en 2010 kwam Van Beukering uit voor N.E.C. Patrick Pothuizen begon zijn profcarrière bij Vitesse om vervolgens de overstap (via FC Dordrecht) naar Nijmegen te maken. Daar speelde de verdediger zes jaar, om vervolgens weer terug te keren naar Arnhem. Foor brak door bij N.E.C. en maakte deel uit van het team dat kampioen werd in de Eerste divisie in 2014.
Derby's afgelopen seizoenen:
| - 2003/2004 - Vitesse - NEC 2-2 - NEC - Vitesse 2-0 - 2004/2005 - Vitesse - NEC 1-0 - NEC - Vitesse 1-1 - 2005/2006 - Vitesse - NEC 1-1 - NEC - Vitesse 1-0 - NEC - Vitesse 1-2 (Play-offs) - Vitesse - NEC 0-0 (Play-offs) | - 2006/2007 - Vitesse - NEC 1-1 - NEC - Vitesse 1-0 - NEC - Vitesse 0-2 (Play-offs) - Vitesse - NEC 1-0 (Play-offs) - 2007/2008 - Vitesse - NEC 1-0 - NEC - Vitesse 1-0 - 2008/2009 - NEC - Vitesse 3-1 - Vitesse - NEC 0-0 | - 2009/2010 - Vitesse - NEC 2-2 - NEC - Vitesse 2-1 2011/2012 - NEC - Vitesse 0-1 - Vitesse - NEC 0-1 - NEC - Vitesse 3-2 (Play-offs) - Vitesse - NEC 2-0 (Play-offs) - 2012/2013 - Vitesse - NEC 4-1 - NEC - Vitesse 2-1 - 2013/2014 - NEC - Vitesse 2-3 - Vitesse - NEC 1-1 | - 2015/2016 - Vitesse - NEC 1-0 - NEC - Vitesse 2-1 2016/2017 - NEC - Vitesse 1-1 - Vitesse - NEC 2-1 - 2021/2022 - NEC - Vitesse 0-1 - Vitesse - NEC 4-1 - 2022/2023 - Vitesse - NEC 0-0 - NEC - Vitesse 1-4 - 2023/2024 - NEC - Vitesse 1-3 - Vitesse - NEC 0-3 |

#### Uitslagen en statistieken (vanaf 1915)
| Wedstrijden | Wedstrijden              | Wedstrijden | Wedstrijden | Wedstrijden | Wedstrijden | Wedstrijden | Wedstrijden | Wedstrijden | Wedstrijden |
| Competitie | Competitie               | W           | VIT         | G           | NEC         | DVIT        | DNEC        |             |             |
| --- | ------------------------ | ----------- | ----------- | ----------- | ----------- | ----------- | ----------- | ----------- | ----------- |
| VIT | Eredivisie               | 61          | 24          | 17          | 20          | 76          | 67          |             |             |
| NEC | Eerste divisie           | 14          | 2           | 6           | 6           | 18          | 27          |             |             |
| NEC | Tweede divisie           | 4           | 0           | 1           | 3           | 3           | 9           |             |             |
| NEC | Eerste klasse            | 8           | 1           | 1           | 6           | 9           | 23          |             |             |
| VIT | Tweede klasse            | 4           | 2           | 1           | 1           | 7           | 5           |             |             |
| NEC | KNVB beker               | 5           | 0           | 2           | 3           | 3           | 9           |             |             |
| VIT | Play-offs / nacompetitie | 6           | 4           | 1           | 1           | 9           | 4           |             |             |
| NEC | TOTAAL                   | 102         | 33          | 29          | 40          | 125         | 144         |             |             |
| W - wedstrijden; VIT - overwinningen Vitesse; G - gelijkspel; NEC - overwinningen NEC; DVIT - doelpunten Vitesse; DNEC - doelpunten NEC |                          |             |             |             |             |             |             |             |             |
| Bijgewerkt tot en met het seizoen 2023/24.                                                                                              |                          |             |             |             |             |             |             |             |             |

### Mascotte
Bikkel is de clubmascotte van de N.E.C. Als mascotte en boegbeeld van de kidsclub, de N.E.C. Juniors, wordt hij ingezet bij activiteiten van de kidsclub in de regio Nijmegen en is hij bij thuiswedstrijden van N.E.C. De naam Bikkel is bedacht bij een prijsvraag van N.E.C. Op de Open Dag 2007 werd de naam gekozen na een inzending van een Nijmeegs gezin. De gedachtegang achter de naam was: "Bikkel is groot, sterk, stoer en gaat altijd voorop in de strijd, maar is ook o zo aaibaar en lief voor alle jeugdige N.E.C.-fans die de club rijk is". De mascotte is een legionair, met schild en zwaard, die ook verwijst naar het Romeinse verleden van de stad Nijmegen. Ook assistent-trainer en clubman Ron de Groot had in zijn actieve loopbaan de bijnaam Bikkel.

### Wetenswaardigheid
Voor een N.E.C.-supporter is het uitspreken van de clubnaam als woord in plaats van de individuele letters (dus 'Nek' in plaats van 'N.E.C.') een grove belediging. Vaak wordt op deze uitspraak gereageerd met de woorden Je nek zit hier (wijzend naar de nek), maar N.E.C. zit hier (wijzend naar het hart)!

## Stadion

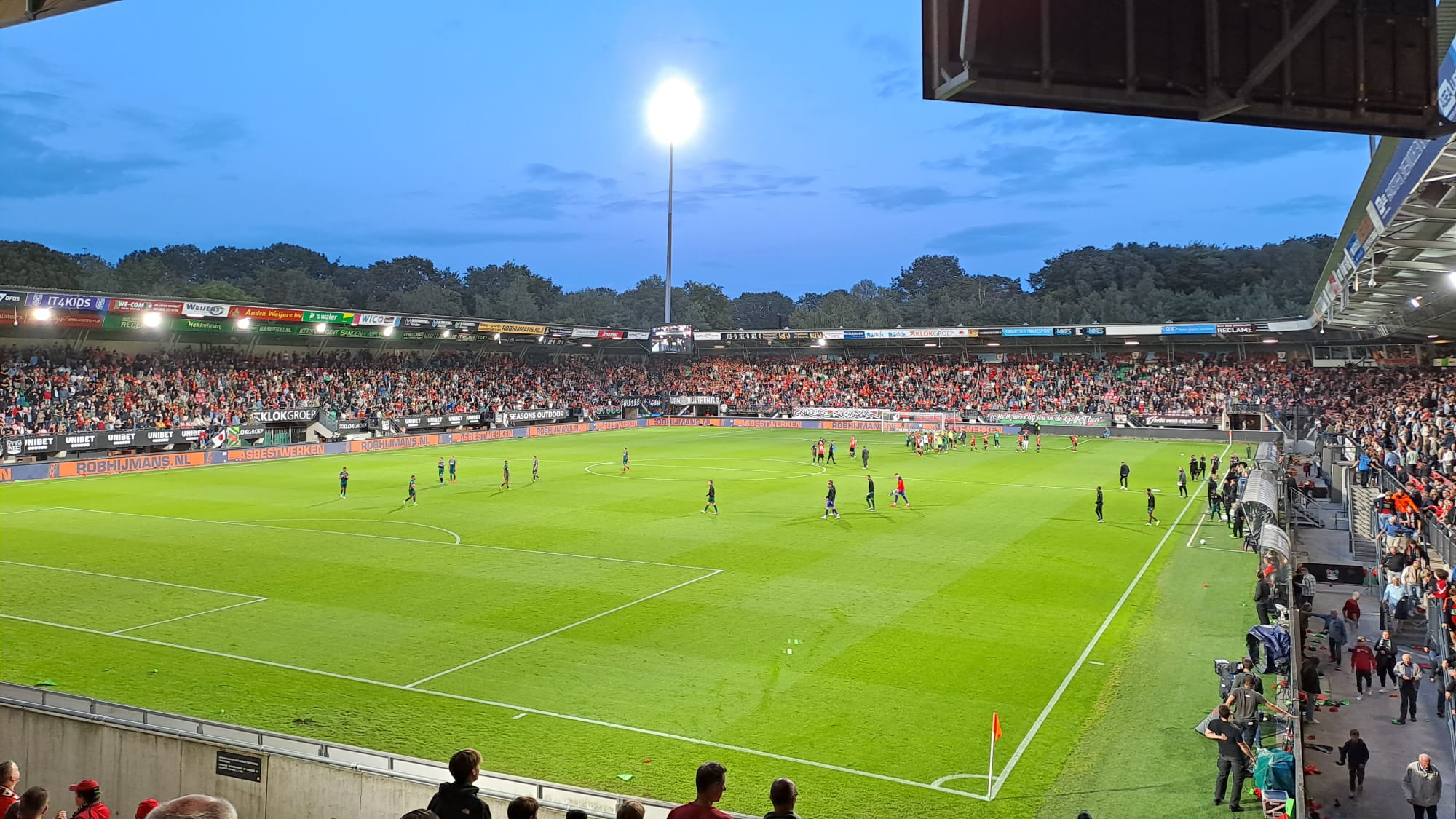
Het Goffertstadion tijdens een wedstrijd

Het oorspronkelijke Goffertstadion ligt in het Goffertpark werd op 8 juli 1939 geopend door prins Bernhard. De ontwerper was D. Monshouwer en het stadion werd in de jaren 30 tijdens de verplichte werkverschaffing door duizenden werkloze Nijmegenaren uitgegraven waarbij 80.000 kubieke meter grond verplaatst werd. Dit gaf het stadion de bijnaam 'De Bloedkuul', vanwege de moeite in bloed, zweet en tranen die het handmatig uitgraven en bouwen kostte. Ter herinnering hieraan is aan de achterzijde van het stadion een enorme spade met inscriptie te vinden. Op het moment van oplevering was het stadion qua capaciteit het derde stadion van Nederland na het Olympisch Stadion en Stadion Feijenoord.
Op 25 januari 2000 werd het geheel vernieuwde stadion De Goffert feestelijk geopend met een spectaculaire lasershow en een vriendschappelijk wedstrijd tussen Anderlecht en N.E.C., die door de thuisclub met 3-1 werd gewonnen. Het nieuwe stadion heeft een toeschouwerscapaciteit van 12.500. Van medio 2005 tot en met juni 2011 droeg het stadion de naam McDOS Goffertstadion, met de ICT-sponsor McDOS als toevoeging in de naam. Bij aanvang van het seizoen 2011/12 werd vak K omgedoopt tot het sfeervak '080'. Dit getal is het oude netnummer van Nijmegen. Het vak bevat weliswaar tribunestoelen zonder rugleuning, maar wordt gebruikt als staantribune. Ook verdwenen er 100 plaatsen van het uitvak om de capaciteit van vak A met 100 plaatsen te verhogen. Op 2 januari 2012 brandde het businessdeel van het stadion uit. De tribunes bleven ongeschonden. De brand werd even na 7.30 uur ontdekt door een schoonmaakster. Iets na 9.00 uur werd het sein "brand meester" gegeven.
Op 17 oktober 2021 zakte het voorste deel van het uitvak in, door hossende mensen, na afloop van de wedstrijd NEC - Vitesse (0-1).
N.E.C. had al langere tijd de wens om het stadion in eigendom te krijgen. Eind 2024 kwamen de voetbalclub en de gemeente tot een akkoord over de aankoopprijs, waarna de financiering kon worden afgerond. Op 20 juni 2025 werd aangekondigd dat de afronding hiervan doorgang kon vinden.

### Interlands
| #  | Datum             | Wedstrijd           | Uitslag | Competitie              |
| -- | ----------------- | ------------------- | ------- | ----------------------- |
| 1. | 3 september 1975  | Nederland – Finland | 4 – 1   | EK-kwalificatie         |
| 2. | 31 augustus 1977  | Nederland – IJsland | 4 – 1   | WK-kwalificatie         |
| 3. | 20 september 1978 | Nederland – IJsland | 3 – 0   | EK-kwalificatie         |
| 4. | 6 september 2006  | Israël – Andorra    | 4 – 1   | EK-kwalificatie         |
| 5. | 13 november 2017  | Venezuela - Iran    | 0 - 1   | Vriendschappelijk       |
| 6. | 28 november 2017  | Nederland - Ierland | 0 - 0   | WK-kwalificatie vrouwen |

## Sponsoren

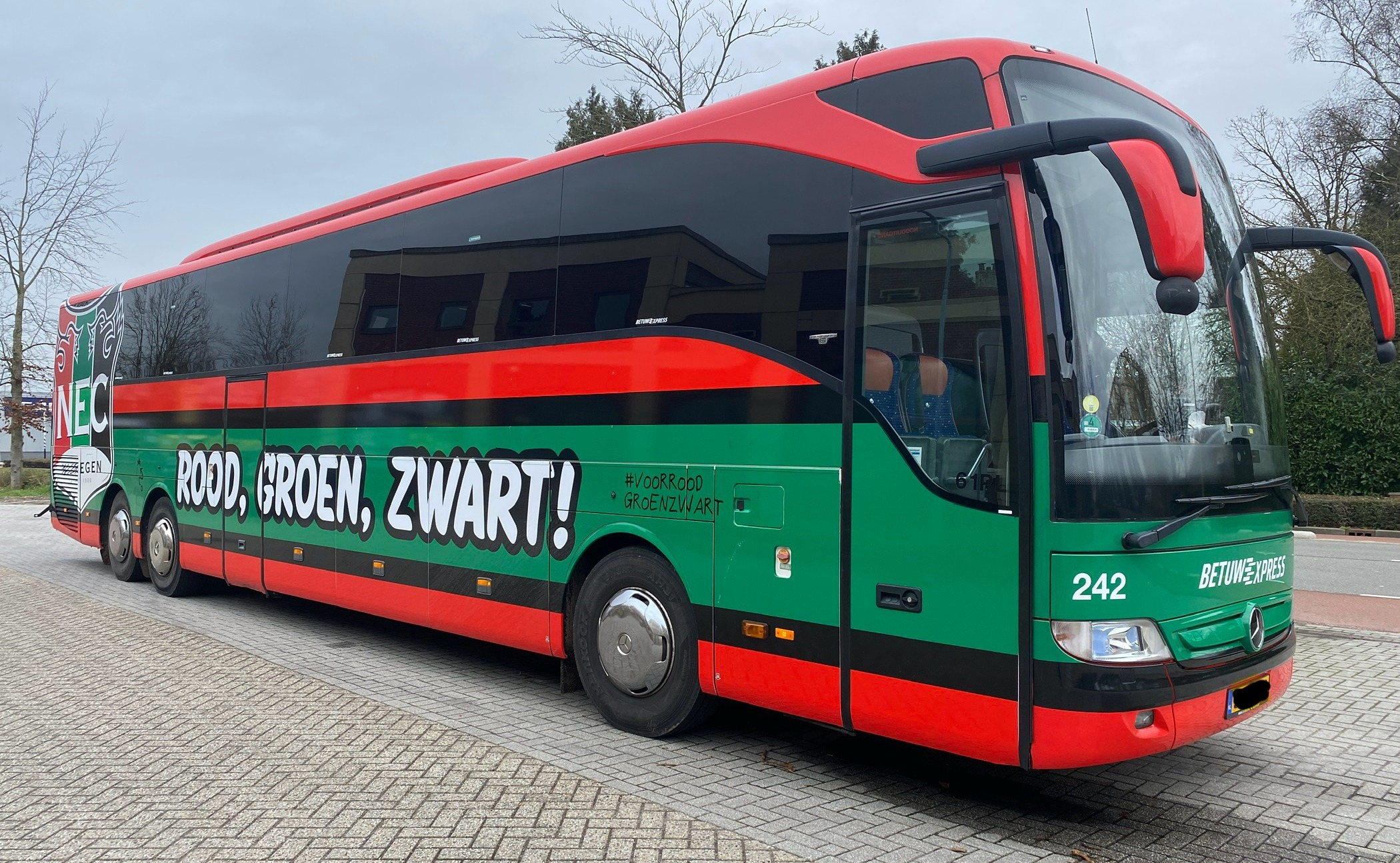
Spelersbus N.E.C.

| Periode | Kledingsponsor | Shirtsponsor         | Periode | Kledingsponsor | Shirtsponsor         |
| ------- | -------------- | -------------------- | ------- | -------------- | -------------------- |
| 1996/97 | Puma           | BNN                  | 2011/12 | Jako           | Flynth               |
| 1997/98 | Puma           | Plus Integration     | 2012/13 | Jako           | Voorschotje.nl       |
| 1998/99 | Puma           | Plus Integration     | 2013/14 | Jako           | Scholten Awater      |
| 1999/00 | Puma           | Plus Integration     | 2014/15 | Patrick        | Scholten Awater      |
| 2000/01 | Fila           | CSS                  | 2015/16 | Patrick        | Scholten Awater      |
| 2002/03 | Fila           | Avaya                | 2016/17 | Patrick        | EnergieFlex          |
| 2003/04 | Fila           | Setpoint en AG Neovo | 2017/18 | Legea          | Ouwehands Dierenpark |
| 2004/05 | Lotto          | Setpoint en AG Neovo | 2018/19 | Legea          | De Klok Logistics    |
| 2005/06 | Lotto          | Telfort              | 2019/20 | Legea          | KlokGroep            |
| 2006/07 | Lotto          | Jiba Vakanties       | 2020/21 | Legea          | KlokGroep            |
| 2007/08 | Nike           | Jiba Vakanties       | 2021/22 | Legea          | KlokGroep            |
| 2008/09 | Nike           | Curaçao              | 2022/23 | Legea          | KlokGroep            |
| 2009/10 | Nike           | Curaçao              | 2023/24 | Robey          | KlokGroep            |
| 2010/11 | Nike           | Curaçao              | 2024/25 | Robey          | Nexperia             |
|         |                |                      | 2025/26 | Robey          | Nexperia             |

## Organisatie
| Functie                 | Naam                    | Sinds                   |
| Raad van Commissarissen | Raad van Commissarissen | Raad van Commissarissen |
| ----------------------- | ----------------------- | ----------------------- |
| President-Commissaris   | Ron van Oijen           | 2017                    |
| Commissarissen          | Joep Burghouts          | 2023                    |
| Commissarissen          | Jeroen Keijzers         | 2017                    |
| Commissarissen          | Nadine Maters           | 2023                    |
| Commissarissen          | Alex Tielbeke           | 2021                    |
| Directie                |                         |                         |
| Algemeen directeur      | Wilco van Schaik        | 2018                    |
| Technisch directeur     | Carlos Aalbers          | 2022                    |

Laatste update: 12 maart 2025

## Eerste elftal

### Selectie
| Nr.           | Naam               | Sinds      | Contract   | Vorige club         |
| Doelmannen    | Doelmannen         | Doelmannen | Doelmannen | Doelmannen          |
| ------------- | ------------------ | ---------- | ---------- | ------------------- |
| 1             | Gonzalo Crettaz    | 2025       | 2028       | CD Castellón        |
| 22            | Jasper Cillessen   | 2025       | 2026       | UD Las Palmas       |
| 31            | Rijk Janse         | 2023       | 2026       | Eigen jeugd         |
| Verdedigers   |                    |            |            |                     |
| 2             | Brayann Pereira    | 2024       | 2027       | AJ Auxerre          |
| 3             | Philippe Sandler   | 2022       | 2029       | Feyenoord           |
| 5             | Thomas Ouwejan     | 2024       | 2027       | FC Schalke 04       |
| 15            | Jetro Willems      | 2025       | 2026       | CD Castellón        |
| 17            | Bram Nuytinck      | 2023       | 2026       | Sampdoria           |
| 24            | Calvin Verdonk     | 2022       | 2028       | Famalicão           |
| 33            | Yousri Sbai        | 2024       | 2026       | Eigen jeugd         |
| Middenvelders |                    |            |            |                     |
| 8             | Argyris Darelas    | 2024       | 2026       | PAOK Saloniki       |
| 10            | Tjaronn Chery      | 2025       | 2028       | Antwerp FC          |
| 14            | Lars Olden Larsen  | 2023       | 2027       | Nizjni Novgorod\|-  |
| 21            | Rober González     | 2023       | 2027       | Racing de Santander |
| 23            | Kodai Sano         | 2023       | 2028       | Fagiano Okayama     |
| 32            | Vito van Crooij    | 2024       | 2027       | Al-Wahda            |
| 35            | Sam de Laat        | 2025       | 2027       | Eigen jeugd         |
| 71            | Dirk Proper        | 2020       | 2027       | Eigen jeugd         |
| Aanvallers    |                    |            |            |                     |
| 7             | Virgil Misidjan    | 2025       | 2026       | Ferencváros         |
| 9             | Kento Shiogai      | 2024       | 2028       | Keio University     |
| 11            | Başar Önal         | 2024       | 2028       | De Graafschap       |
| 18            | Koki Ogawa         | 2024       | 2027       | Yokohama FC         |
| 25            | Sami Ouaissa       | 2024       | 2028       | Roda JC Kerkrade    |
| 26            | Luc Nieuwenhuijs   | 2024       | 2027       | Vitesse             |
| 30            | Bryan Linssen      | 2025       | 2026       | Urawa Red Diamonds  |
| 34            | Youssef El Kachati | 2025       | 2028       | Telstar             |

Laatste update: 20 augustus 2025

### Staf 2025/26
| Functie           | Naam                | Sinds | Contract | Vorige club   |
| ----------------- | ------------------- | ----- | -------- | ------------- |
| Hoofdtrainer      | Dick Schreuder      | 2025  | 2027     | CD Castellón  |
| Assistent-trainer | Ahmed Abdulla       | 2025  |          | CD Castellón  |
| Assistent-trainer | Haris Međunjanin    | 2025  |          | CD Castellón  |
| Assistent-trainer | Nick van der Velden | 2025  | 2028     | Shaanxi Union |
| Keeperstrainer    | Anton Scheutjens    | 2025  |          | VVV-Venlo     |

Laatste update: 30 juni 2025

## Overige elftallen

### Voetbal Academie
De voetbal academie N.E.C. is de jeugdopleiding van de club. Van 1 juli 2009 tot 1 juli 2019 was het een gezamenlijke voetbalacademie van N.E.C. en TOP Oss en heette deze Voetbal Academie N.E.C./FC Oss (in het laatste seizoen N.E.C./TOP Oss). Per 1 juli 2019 is de voetbal academie weer volledig onder de verantwoordelijkheid van N.E.C. en is TOP Oss weer uit de naam verdwenen. De clubs blijven wel samenwerken.

#### Jong N.E.C.
Het beloftenteam is vanaf het seizoen 2015/16 een zelfstandige trainingsgroep en speelt ook zonder TOP Oss waarmee nog wel in de jeugdopleiding wordt samengewerkt. Vanaf het 2010/11 was het beloftenteam geen aparte trainingsgroep en vanaf het seizoen 2011/12 werd gezamenlijk gespeeld als Jong N.E.C./TOP Oss. Ron de Groot is de hoofdtrainer van het beloftenteam. Hij wordt geassisteerd door Patrick Pothuizen. Het team speelt niet in de zogenoemde 'voetbalpiramide' waarbij teams uit de Beloften Eredivisie na het seizoen 2015/16 kunnen instromen in een landelijke divisie tussen de Topklasse en Eerste divisie in. Jong N.E.C. speelt in de Reservecompetitie voor overige beloftenteams waarbij geen promotie en degradatie mogelijk is. Het team begint in poule B (zeven teams) en na een volledige competitie volgt in februari 2016 een herindeling.
Bekende exponenten zijn onder andere Carlos Aalbers, Arno Arts, Jasper Cillessen, Frank Demouge, Navarone Foor, Dennis Gentenaar, Ron de Groot, Jay-Roy Grot, Vincent Janssen, Ferdi Kadıoğlu, Jeffrey Leiwakabessy, Muslu Nalbantoğlu, Bram Nuytinck, Jan Peters, Dirk Proper, Robin Roefs, Bart van Rooij en Frans Thijssen. De academie loopt van de E- tot de A-jeugd.

## Overzichtslijsten

### Eindklasseringen
- 1911 4e
Tweede klasse B
- 1912 3e
Tweede klasse B
- 1913 6e
Tweede klasse A
- 1914
- 1915 2e
Tweede klasse
- 1916 2e
Tweede klasse C
- 1917 2e
Tweede klasse
- 1918 5e
Tweede klasse A
- 1919 5e
Tweede klasse A
- 1920 7e
Tweede klasse A
- 1921 5e
Tweede klasse B
- 1922 3e
Tweede klasse B
- 1923 9e
Tweede klasse B
- 1924 5e
Tweede klasse B
- 1925 8e
Tweede klasse B
- 1926 6e
Tweede klasse B
- 1927 3e
Tweede klasse B
- 1928 1e
Tweede klasse B
- 1929 1e
Tweede klasse B
- 1930 3e
Tweede klasse B
- 1931 1e
Tweede klasse B
- 1932 3e
Tweede klasse B
- 1933 3e
Tweede klasse B
- 1934 1e
Tweede klasse B
- 1935 2e
Tweede klasse B
- 1936 1e
Tweede klasse B
- 1937 9e
Eerste klasse
- 1938 8e
Eerste klasse
- 1939 1e
Eerste klasse
- 1940 2e
Eerste klasse
- 1941 2e
Eerste klasse
- 1942 8e
Eerste klasse
- 1943 4e
Eerste klasse
- 1944 3e
Eerste klasse
- 1945
- 1946 1e
Eerste klasse
- 1947 1e
Eerste klasse
- 1948 6e
Eerste klasse
- 1949 11e
Eerste klasse
- 1950 8e
Eerste klasse
- 1951 6e
Eerste klasse B
- 1952 9e
Eerste klasse D
- 1953 10e
Eerste klasse A
- 1954 4e
Eerste klasse A
- 1955 12e
Eerste klasse (prof) C
- 1956 6e
Eerste klasse (prof) A
- 1957 10e
Tweede divisie B
- 1958 5e
Tweede divisie B
- 1959 6e
Tweede divisie B
- 1960 8e
Tweede divisie A
- 1961 4e
Tweede divisie
- 1962 9e
Tweede divisie
- 1963 3e
Tweede divisie A
- 1964 1e
Tweede divisie B
- 1965 10e
Eerste divisie
- 1966 6e
Eerste divisie
- 1967 2e
Eerste divisie
- 1968 10e
Eredivisie
- 1969 12e
Eredivisie
- 1970 11e
Eredivisie
- 1971 8e
Eredivisie
- 1972 7e
Eredivisie
- 1973 9e
Eredivisie
- 1974 17e
Eredivisie
- 1975 1e
Eerste divisie
- 1976 7e
Eredivisie
- 1977 16e
Eredivisie
- 1978 15e
Eredivisie
- 1979 15e
Eredivisie
- 1980 15e
Eredivisie
- 1981 16e
Eredivisie
- 1982 13e
Eredivisie
- 1983 18e
Eredivisie
- 1984 9e
Eerste divisie
- 1985 7e
Eerste divisie
- 1986 17e
Eredivisie
- 1987 6e
Eerste divisie
- 1988 5e
Eerste divisie
- 1989 4e
Eerste divisie
- 1990 16e
Eredivisie
- 1991 18e
Eredivisie
- 1992 8e
Eerste divisie
- 1993 4e
Eerste divisie
- 1994 2e
Eerste divisie
- 1995 15e
Eredivisie
- 1996 17e
Eredivisie
- 1997 17e
Eredivisie
- 1998 8e
Eredivisie
- 1999 11e
Eredivisie
- 2000 15e
Eredivisie
- 2001 12e
Eredivisie
- 2002 9e
Eredivisie
- 2003 5e
Eredivisie
- 2004 14e
Eredivisie
- 2005 13e
Eredivisie
- 2006 10e (11e)
Eredivisie
- 2007 10e (11e)
Eredivisie
- 2008 8e (5e)
Eredivisie
- 2009 11e
Eredivisie
- 2010 13e
Eredivisie
- 2011 11e
Eredivisie
- 2012 8e (9e)
Eredivisie
- 2013 15e
Eredivisie
- 2014 17e
Eredivisie
- 2015 1e
Eerste divisie
- 2016 10e
Eredivisie
- 2017 16e
Eredivisie
- 2018 3e
Eerste divisie
- 2019 9e
Eerste divisie
- 2020 8e
Eerste divisie
- 2021 7e
Eerste divisie
- 2022 11e
Eredivisie
- 2023 12e
Eredivisie
- 2024 6e
Eredivisie
- 2025 8e
Eredivisie

In elke staaf van de grafiek staat van boven naar beneden vermeld: 
- Eindnotering

Dit is de positie die de club heeft bereikt in de competitie, zonder eventuele beslissings-, play-off- of nacompetitiewedstrijden die nodig zijn geweest om bijvoorbeeld de kampioen van de competitie te bepalen.
Indien een * achter het getal staat is de notering een tussenstand en kan het zijn dat de notering niet overeenkomt met de uiteindelijke eindstand van de competitie.
Staat er een - dan is het seizoen nog bezig en is er geen definitieve uitslag bekend.
Staat er xx op de positie van de notering, dan heeft de club vroegtijdig de competitie verlaten. Dit kan onder andere komen door terugtrekking van het team, faillissement van de club of door een uitgedeelde straf van de KNVB. In veel gevallen staat elders in het artikel de reden vermeld.
Staat er een ? dan is het resultaat uit het verleden onbekend, en is alleen de competitie of het niveau bekend van dat seizoen.
In de seizoenen 2019/20 en 2020/21 werd wegens de coronacrisis het amateurvoetbal afgebroken. Daardoor kennen deze staven geen eindklassering (middels -- weergegeven).
- Competitieniveau en afdelingsletter of Officiële eindstand Eredivisie
  - Competitieniveau en afdelingsletter

Hierbij geeft het getal het niveau weer, dat ook terug te vinden is in de legenda. De letter is de afdelingsaanduiding en wordt gebruikt wanneer er meer afdelingen zijn op hetzelfde niveau. De afdelingsletter is altijd een hoofdletter en wordt meestal zonder nummer gebruikt.
Voorbeeld: 2F is niveau 2e klasse competitie F.
Het competitieniveau en nummer wordt niet vermeld wanneer er slechts één competitie van dit niveau was.
  - Officiële eindstand Eredivisie (getal staat tussen haakjes vermeld)

Sinds de introductie van play-offwedstrijden voor Europees voetbal na afloop van de reguliere competitie in 2005/06, is de KNVB verplicht een eindstand van de Eredivisie door te geven aan de UEFA aan de hand van deze play-offwedstrijden.
Bij deze eindstand staan clubs die zich hebben gekwalificeerd voor Europees voetbal hoger dan clubs die zich niet wisten te kwalificeren. Indien er geen verschil was tussen de eindnotering en de officiële eindstand, staat dit getal niet vermeld.

- Onderafdeling

Hier staat afgekort de naam van de onderafdeling indien de club in dat jaar in een onderafdeling uitkwam. Tevens staat deze afkorting in de legenda en wordt gelinkt naar het artikel over deze onderafdeling. Deze afkorting wordt alleen vermeld wanneer de club in het verleden in verschillende onderafdelingen heeft gespeeld. Deze vermelding is in de staaf altijd in kleine letters. Deze onderafdelingen zijn na het seizoen 1995/96 afgeschaft. Heeft de club in slechts één onderafdeling gespeeld, dan is dit alleen terug te vinden in de legenda.
Onder de staaf staat het jaartal vermeld waarin het seizoen is afgesloten. 15 verwijst naar het seizoen 2014/15 of eventueel het seizoen 1914/15.
Wanneer een staaf leeg is, zijn deze gegevens niet bekend. Het kan ook zijn dat de club dat seizoen niet heeft meegespeeld op het hogere amateurniveau, vroegtijdig de competitie heeft verlaten of uit de competitie is gezet.

In het seizoen 1944/45 was er wegens de Tweede Wereldoorlog geen regulier competitievoetbal.
- Eredivisie
- Eerste divisie
- Eerste klasse (prof)
- Tweede divisie
- Eerste klasse
- Tweede klasse

- 1910 – 1981: sc NEC
- 1981 – heden: NEC

### Seizoensoverzichten
| Resultaten van N.E.C. sinds de toetreding in het betaald voetbal in 1954 | Resultaten van N.E.C. sinds de toetreding in het betaald voetbal in 1954 | Resultaten van N.E.C. sinds de toetreding in het betaald voetbal in 1954 | Resultaten van N.E.C. sinds de toetreding in het betaald voetbal in 1954 | Resultaten van N.E.C. sinds de toetreding in het betaald voetbal in 1954 | Resultaten van N.E.C. sinds de toetreding in het betaald voetbal in 1954 | Resultaten van N.E.C. sinds de toetreding in het betaald voetbal in 1954 | Resultaten van N.E.C. sinds de toetreding in het betaald voetbal in 1954 | Resultaten van N.E.C. sinds de toetreding in het betaald voetbal in 1954 | Resultaten van N.E.C. sinds de toetreding in het betaald voetbal in 1954 | Resultaten van N.E.C. sinds de toetreding in het betaald voetbal in 1954 | Resultaten van N.E.C. sinds de toetreding in het betaald voetbal in 1954 | Resultaten van N.E.C. sinds de toetreding in het betaald voetbal in 1954                                   |
| Seizoen                                                                  | Competitie                                                               | Competitie                                                               | Competitie                                                               | Competitie                                                               | Competitie                                                               | Competitie                                                               | Competitie                                                               | Competitie                                                               | Competitie                                                               | Kwalificatie                                                             | KNVB beker                                                               | Bijzonderheid                                                                                              |
| Seizoen                                                                  | Divisie                                                                  | GW                                                                       | W                                                                        | G                                                                        | V                                                                        | PNT                                                                      | DV                                                                       | DT                                                                       | POS                                                                      | Kwalificatie                                                             | KNVB beker                                                               | Bijzonderheid                                                                                              |
| ------------------------------------------------------------------------ | ------------------------------------------------------------------------ | ------------------------------------------------------------------------ | ------------------------------------------------------------------------ | ------------------------------------------------------------------------ | ------------------------------------------------------------------------ | ------------------------------------------------------------------------ | ------------------------------------------------------------------------ | ------------------------------------------------------------------------ | ------------------------------------------------------------------------ | ------------------------------------------------------------------------ | ------------------------------------------------------------------------ | --- |
| 1954/55                                                                  | Eerste klasse B                                                          | 7                                                                        | 3                                                                        | 1                                                                        | 3                                                                        | 7                                                                        | 12                                                                       | 9                                                                        | 9e                                                                       | –                                                                        | Geen bekertoernooi                                                       | De competitie werd na de fusie van de KNVB en de NBVB niet afgemaakt. Alle teams werden opnieuw ingedeeld. |
| 1954/55                                                                  | Eerste klasse C                                                          | 26                                                                       | 4                                                                        | 9                                                                        | 13                                                                       | 17                                                                       | 33                                                                       | 49                                                                       | 12e                                                                      | Eerste klasse                                                            | Geen bekertoernooi                                                       | De competitie werd na de fusie van de KNVB en de NBVB niet afgemaakt. Alle teams werden opnieuw ingedeeld. |
| 1955/56                                                                  | Eerste klasse A                                                          | 26                                                                       | 12                                                                       | 5                                                                        | 9                                                                        | 29                                                                       | 50                                                                       | 46                                                                       | 6e                                                                       | Tweede divisie                                                           | Geen bekertoernooi                                                       | N.E.C. treedt toe tot het betaald voetbal                                                                  |
| 1956/57                                                                  | Tweede divisie B                                                         | 28                                                                       | 10                                                                       | 4                                                                        | 14                                                                       | 24                                                                       | 60                                                                       | 58                                                                       | 10e                                                                      | –                                                                        | Geen deelname                                                            | – |
| 1957/58                                                                  | Tweede divisie B                                                         | 28                                                                       | 11                                                                       | 6                                                                        | 11                                                                       | 28                                                                       | 48                                                                       | 50                                                                       | 5e                                                                       | –                                                                        | 1e ronde                                                                 | – |
| 1958/59                                                                  | Tweede divisie B                                                         | 26                                                                       | 10                                                                       | 8                                                                        | 8                                                                        | 28                                                                       | 41                                                                       | 31                                                                       | 6e                                                                       | –                                                                        | 4e ronde                                                                 | – |
| 1959/60                                                                  | Tweede divisie A                                                         | 22                                                                       | 9                                                                        | 2                                                                        | 11                                                                       | 20                                                                       | 33                                                                       | 35                                                                       | 8e                                                                       | –                                                                        | Geen bekertoernooi                                                       | – |
| 1960/61                                                                  | Tweede divisie                                                           | 34                                                                       | 19                                                                       | 5                                                                        | 10                                                                       | 43                                                                       | 81                                                                       | 55                                                                       | 4e                                                                       | Nacompetitie                                                             | Groepsfase                                                               | Promotiewedstrijd tegen Wilhelmina (2–4)                                                                   |
| 1961/62                                                                  | Tweede divisie                                                           | 28                                                                       | 10                                                                       | 6                                                                        | 12                                                                       | 26                                                                       | 57                                                                       | 58                                                                       | 9e                                                                       | –                                                                        | 1e ronde                                                                 | Beslissingwedstrijden om plaats 9/10/11 tegen Oldenzaal (1–0) en De Graafschap (0–2)                       |
| 1962/63                                                                  | Tweede divisie A                                                         | 32                                                                       | 17                                                                       | 7                                                                        | 8                                                                        | 41                                                                       | 71                                                                       | 48                                                                       | 3e                                                                       | Nacompetitie                                                             | Halve finale                                                             | Promotiewedstrijden tegen HVC (1–2)                                                                        |
| 1963/64                                                                  | Tweede divisie B                                                         | 30                                                                       | 17                                                                       | 10                                                                       | 3                                                                        | 44                                                                       | 82                                                                       | 34                                                                       | 1e                                                                       | Nacompetitie                                                             | 3e ronde                                                                 | Promotiewedstrijd tegen Alkmaar '54 (3–1)                                                                  |
| 1964/65                                                                  | Eerste divisie                                                           | 30                                                                       | 10                                                                       | 8                                                                        | 12                                                                       | 28                                                                       | 55                                                                       | 59                                                                       | 10e                                                                      | –                                                                        | 1e ronde                                                                 | – |
| 1965/66                                                                  | Eerste divisie                                                           | 28                                                                       | 13                                                                       | 7                                                                        | 8                                                                        | 33                                                                       | 54                                                                       | 39                                                                       | 6e                                                                       | –                                                                        | Groepsfase                                                               | – |
| 1966/67                                                                  | Eerste divisie                                                           | 38                                                                       | 12                                                                       | 10                                                                       | 8                                                                        | 50                                                                       | 63                                                                       | 36                                                                       | 2e                                                                       | Rechtstreekse promotie                                                   | 1e ronde                                                                 | – |
| 1967/68                                                                  | Eredivisie                                                               | 34                                                                       | 9                                                                        | 13                                                                       | 12                                                                       | 31                                                                       | 41                                                                       | 51                                                                       | 10e                                                                      | –                                                                        | 2e ronde                                                                 | – |
| 1968/69                                                                  | Eredivisie                                                               | 34                                                                       | 9                                                                        | 9                                                                        | 16                                                                       | 27                                                                       | 29                                                                       | 38                                                                       | 12e                                                                      | Intertoto Cup                                                            | Kwartfinale                                                              | – |
| 1969/70                                                                  | Eredivisie                                                               | 34                                                                       | 8                                                                        | 15                                                                       | 11                                                                       | 31                                                                       | 31                                                                       | 39                                                                       | 11e                                                                      | –                                                                        | 1e ronde                                                                 | – |
| 1970/71                                                                  | Eredivisie                                                               | 34                                                                       | 12                                                                       | 10                                                                       | 12                                                                       | 34                                                                       | 43                                                                       | 36                                                                       | 8e                                                                       | –                                                                        | Halve finale                                                             | – |
| 1971/72                                                                  | Eredivisie                                                               | 34                                                                       | 15                                                                       | 8                                                                        | 11                                                                       | 38                                                                       | 43                                                                       | 43                                                                       | 7e                                                                       | –                                                                        | Kwartfinale                                                              | – |
| 1972/73                                                                  | Eredivisie                                                               | 34                                                                       | 10                                                                       | 11                                                                       | 13                                                                       | 31                                                                       | 40                                                                       | 46                                                                       | 9e                                                                       | –                                                                        | Finalist                                                                 | – |
| 1973/74                                                                  | Eredivisie                                                               | 34                                                                       | 6                                                                        | 9                                                                        | 19                                                                       | 21                                                                       | 33                                                                       | 51                                                                       | 17e                                                                      | Rechtstreekse degradatie                                                 | 3e ronde                                                                 | – |
| 1974/75                                                                  | Eerste divisie                                                           | 36                                                                       | 15                                                                       | 18                                                                       | 3                                                                        | 48                                                                       | 50                                                                       | 23                                                                       | 1e                                                                       | –                                                                        | 1e ronde                                                                 | – |
| 1975/76                                                                  | Eredivisie                                                               | 34                                                                       | 11                                                                       | 15                                                                       | 8                                                                        | 37                                                                       | 43                                                                       | 38                                                                       | 7e                                                                       | –                                                                        | 1e ronde                                                                 | – |
| 1976/77                                                                  | Eredivisie                                                               | 34                                                                       | 6                                                                        | 12                                                                       | 16                                                                       | 24                                                                       | 41                                                                       | 54                                                                       | 16e                                                                      | –                                                                        | 2e ronde                                                                 | – |
| 1977/78                                                                  | Eredivisie                                                               | 34                                                                       | 10                                                                       | 8                                                                        | 16                                                                       | 28                                                                       | 39                                                                       | 59                                                                       | 15e                                                                      | Zomer Cup                                                                | 2e ronde                                                                 | – |
| 1978/79                                                                  | Eredivisie                                                               | 34                                                                       | 7                                                                        | 14                                                                       | 13                                                                       | 28                                                                       | 35                                                                       | 49                                                                       | 15e                                                                      | –                                                                        | 2e ronde                                                                 | – |
| 1979/80                                                                  | Eredivisie                                                               | 34                                                                       | 11                                                                       | 8                                                                        | 15                                                                       | 27                                                                       | 33                                                                       | 50                                                                       | 15e                                                                      | –                                                                        | 3e ronde                                                                 | – |
| 1980/81                                                                  | Eredivisie                                                               | 34                                                                       | 6                                                                        | 13                                                                       | 15                                                                       | 25                                                                       | 33                                                                       | 63                                                                       | 16e                                                                      | –                                                                        | 2e ronde                                                                 | – |
| 1981/82                                                                  | Eredivisie                                                               | 34                                                                       | 11                                                                       | 8                                                                        | 15                                                                       | 30                                                                       | 41                                                                       | 62                                                                       | 13e                                                                      | –                                                                        | Kwartfinale                                                              | – |
| 1982/83                                                                  | Eredivisie                                                               | 34                                                                       | 4                                                                        | 14                                                                       | 16                                                                       | 22                                                                       | 34                                                                       | 61                                                                       | 18e                                                                      | Rechtstreekse degradatie Europacup II                                    | Finalist                                                                 | – |
| 1983/84                                                                  | Eerste divisie                                                           | 32                                                                       | 14                                                                       | 5                                                                        | 13                                                                       | 33                                                                       | 47                                                                       | 44                                                                       | 9e                                                                       | Nacompetitie                                                             | Kwartfinale                                                              | Promotiewedstrijden tegen De Graafschap (2–0 & 4–4), NAC (0–1 & 1–3) en FC VVV (0–4 & 1–4)                 |
| 1984/85                                                                  | Eerste divisie                                                           | 34                                                                       | 15                                                                       | 8                                                                        | 11                                                                       | 38                                                                       | 54                                                                       | 39                                                                       | 7e                                                                       | Nacompetitie                                                             | 1e ronde                                                                 | Promotiewedstrijden tegen De Graafschap (0–0 & 0–0), FC Den Haag (3–2 & 3–1) en RKC (3–0 & 1–1)            |
| 1985/86                                                                  | Eredivisie                                                               | 34                                                                       | 9                                                                        | 5                                                                        | 20                                                                       | 23                                                                       | 33                                                                       | 59                                                                       | 17e                                                                      | Rechtstreekse degradatie Intertoto Cup                                   | Halve finale                                                             | – |
| 1986/87                                                                  | Eerste divisie                                                           | 36                                                                       | 14                                                                       | 12                                                                       | 10                                                                       | 40                                                                       | 65                                                                       | 56                                                                       | 6e                                                                       | Nacompetitie                                                             | 1e ronde                                                                 | Promotiewedstrijden tegen SC Cambuur (6–4 & 0–7), DS '79 (1–2 & 1–4) en RKC (1–1 & 1–4)                    |
| 1987/88                                                                  | Eerste divisie                                                           | 36                                                                       | 17                                                                       | 8                                                                        | 11                                                                       | 42                                                                       | 68                                                                       | 51                                                                       | 5e                                                                       | –                                                                        | 3e ronde                                                                 | – |
| 1988/89                                                                  | Eerste divisie                                                           | 36                                                                       | 21                                                                       | 6                                                                        | 9                                                                        | 48                                                                       | 72                                                                       | 47                                                                       | 4e                                                                       | Nacompetitie                                                             | 1e ronde                                                                 | Promotiewedstrijden tegen Excelsior (2–1 & 1–0), Go Ahead Eagles (3–0 & 0–0) en sc Heerenveen (2–1 & 1–1)  |
| 1989/90                                                                  | Eredivisie                                                               | 34                                                                       | 5                                                                        | 16                                                                       | 13                                                                       | 26                                                                       | 32                                                                       | 55                                                                       | 16e                                                                      | Nacompetitie                                                             | 3e ronde                                                                 | Degradatiewedstrijden tegen FC Emmen (2–1 & 0–0)                                                           |
| 1990/91                                                                  | Eredivisie                                                               | 34                                                                       | 6                                                                        | 11                                                                       | 17                                                                       | 23                                                                       | 27                                                                       | 62                                                                       | 18e                                                                      | Rechtstreekse degradatie                                                 | 2e ronde                                                                 | – |
| 1991/92                                                                  | Eerste divisie                                                           | 38                                                                       | 16                                                                       | 9                                                                        | 13                                                                       | 41                                                                       | 66                                                                       | 54                                                                       | 8e                                                                       | –                                                                        | 3e ronde                                                                 | – |
| 1992/93                                                                  | Eerste divisie                                                           | 34                                                                       | 17                                                                       | 10                                                                       | 7                                                                        | 44                                                                       | 62                                                                       | 39                                                                       | 4e                                                                       | Nacompetitie                                                             | 2e ronde                                                                 | Promotiewedstrijden tegen Fortuna Sittard (2–1 & 0–5) en sc Heerenveen (1–2 & 1–3)                         |
| 1993/94                                                                  | Eerste divisie                                                           | 34                                                                       | 19                                                                       | 7                                                                        | 8                                                                        | 45                                                                       | 69                                                                       | 44                                                                       | 2e                                                                       | Nacompetitie                                                             | Finalist                                                                 | Promotiewedstrijden tegen De Graafschap (4–0 & 4–3), SC Heracles '74 (1–0 & 1–0) en VVV (2–1 & 2–1)        |
| 1994/95                                                                  | Eredivisie                                                               | 34                                                                       | 9                                                                        | 7                                                                        | 18                                                                       | 25                                                                       | 48                                                                       | 60                                                                       | 15e                                                                      | –                                                                        | Achtste finale                                                           | – |
| 1995/96                                                                  | Eredivisie                                                               | 34                                                                       | 6                                                                        | 7                                                                        | 21                                                                       | 25                                                                       | 33                                                                       | 73                                                                       | 17e                                                                      | Nacompetitie                                                             | 2e ronde                                                                 | Degradatiewedstrijden tegen Cambuur Leeuwarden (2–0 & 1–0), FC Emmen (3–1 & 3–2) en BV Veendam (3–0 & 0–1) |
| 1996/97                                                                  | Eredivisie                                                               | 34                                                                       | 7                                                                        | 11                                                                       | 16                                                                       | 32                                                                       | 35                                                                       | 61                                                                       | 17e                                                                      | Nacompetitie                                                             | Achtste finale                                                           | Degradatiewedstrijden tegen Cambuur Leeuwarden (2–1 & 4–0), Go Ahead Eagles (3–0 & 1–2) en VVV (6–0 & 3–2) |
| 1997/98                                                                  | Eredivisie                                                               | 34                                                                       | 14                                                                       | 2                                                                        | 18                                                                       | 44                                                                       | 40                                                                       | 57                                                                       | 8e                                                                       | –                                                                        | Achtste finale                                                           | – |
| 1998/99                                                                  | Eredivisie                                                               | 34                                                                       | 10                                                                       | 9                                                                        | 15                                                                       | 39                                                                       | 42                                                                       | 56                                                                       | 11e                                                                      | –                                                                        | 2e ronde                                                                 | – |
| 1999/00                                                                  | Eredivisie                                                               | 34                                                                       | 7                                                                        | 6                                                                        | 21                                                                       | 27                                                                       | 35                                                                       | 62                                                                       | 15e                                                                      | –                                                                        | Finalist                                                                 | – |
| 2000/01                                                                  | Eredivisie                                                               | 34                                                                       | 9                                                                        | 13                                                                       | 12                                                                       | 40                                                                       | 42                                                                       | 53                                                                       | 12e                                                                      | –                                                                        | Achtste finale                                                           | – |
| 2001/02                                                                  | Eredivisie                                                               | 34                                                                       | 13                                                                       | 6                                                                        | 15                                                                       | 45                                                                       | 38                                                                       | 59                                                                       | 9e                                                                       | –                                                                        | Groepsfase                                                               | – |
| 2002/03                                                                  | Eredivisie                                                               | 34                                                                       | 14                                                                       | 9                                                                        | 11                                                                       | 51                                                                       | 41                                                                       | 40                                                                       | 5e                                                                       | UEFA Cup                                                                 | 3e ronde                                                                 | – |
| 2003/04                                                                  | Eredivisie                                                               | 34                                                                       | 10                                                                       | 4                                                                        | 20                                                                       | 34                                                                       | 44                                                                       | 62                                                                       | 14e                                                                      | UEFA Intertoto Cup                                                       | Kwartfinale                                                              | – |
| 2004/05                                                                  | Eredivisie                                                               | 34                                                                       | 9                                                                        | 10                                                                       | 15                                                                       | 37                                                                       | 41                                                                       | 47                                                                       | 13e                                                                      | –                                                                        | 3e ronde                                                                 | – |
| 2005/06                                                                  | Eredivisie                                                               | 34                                                                       | 13                                                                       | 8                                                                        | 13                                                                       | 47                                                                       | 43                                                                       | 43                                                                       | 10e                                                                      | Play-offs om Intertoto Cup                                               | Achtste finale                                                           | Wedstrijden tegen Heracles Almelo (2–0 & 2–3) en Vitesse (0–0 & 1–2)                                       |
| 2006/07                                                                  | Eredivisie                                                               | 34                                                                       | 12                                                                       | 8                                                                        | 14                                                                       | 44                                                                       | 36                                                                       | 44                                                                       | 10e                                                                      | Play-offs om Intertoto Cup                                               | 3e ronde                                                                 | Wedstrijden tegen Sparta Rotterdam (1–1 & 2–1) en Vitesse (0–1 & 0–2)                                      |
| 2007/08                                                                  | Eredivisie                                                               | 34                                                                       | 14                                                                       | 7                                                                        | 13                                                                       | 49                                                                       | 49                                                                       | 50                                                                       | 8e                                                                       | UEFA Cup via Play-offs om UEFA Cup/Intertoto Cup                         | Achtste finale                                                           | Wedstrijden tegen Roda JC (1–0 & 2–0), FC Groningen (1–0 & 3–1) en NAC Breda (6–0 & 1–0)                   |
| 2008/09                                                                  | Eredivisie                                                               | 34                                                                       | 9                                                                        | 15                                                                       | 10                                                                       | 42                                                                       | 41                                                                       | 40                                                                       | 11e                                                                      | –                                                                        | Kwartfinale                                                              | – |
| 2009/10                                                                  | Eredivisie                                                               | 34                                                                       | 8                                                                        | 9                                                                        | 17                                                                       | 33                                                                       | 35                                                                       | 59                                                                       | 13e                                                                      | –                                                                        | Kwartfinale                                                              | – |
| 2010/11                                                                  | Eredivisie                                                               | 34                                                                       | 10                                                                       | 13                                                                       | 11                                                                       | 43                                                                       | 57                                                                       | 56                                                                       | 11e                                                                      | –                                                                        | 3e ronde                                                                 | – |
| 2011/12                                                                  | Eredivisie                                                               | 34                                                                       | 13                                                                       | 6                                                                        | 15                                                                       | 45                                                                       | 42                                                                       | 45                                                                       | 8e                                                                       | Play-offs om UEFA Europa League                                          | Kwartfinale                                                              | Wedstrijden tegen Vitesse (3–2 & 0–2)                                                                      |
| 2012/13                                                                  | Eredivisie                                                               | 34                                                                       | 10                                                                       | 7                                                                        | 17                                                                       | 37                                                                       | 44                                                                       | 66                                                                       | 15e                                                                      | –                                                                        | 2e ronde                                                                 | – |
| 2013/14                                                                  | Eredivisie                                                               | 34                                                                       | 5                                                                        | 15                                                                       | 14                                                                       | 30                                                                       | 54                                                                       | 82                                                                       | 17e                                                                      | Nacompetitie                                                             | Halve finale                                                             | Degradatiewedstrijden tegen Sparta Rotterdam (0–1 & 1–3)                                                   |
| 2014/15                                                                  | Eerste divisie                                                           | 38                                                                       | 33                                                                       | 2                                                                        | 3                                                                        | 101                                                                      | 100                                                                      | 32                                                                       | 1e                                                                       | Rechtstreekse promotie                                                   | Achtste finale                                                           | – |
| 2015/16                                                                  | Eredivisie                                                               | 34                                                                       | 13                                                                       | 7                                                                        | 14                                                                       | 46                                                                       | 37                                                                       | 42                                                                       | 10e                                                                      | –                                                                        | Achtste finale                                                           | – |
| 2016/17                                                                  | Eredivisie                                                               | 34                                                                       | 9                                                                        | 7                                                                        | 18                                                                       | 34                                                                       | 32                                                                       | 59                                                                       | 16e                                                                      | Nacompetitie                                                             | 1e ronde                                                                 | Degradatiewedstrijden tegen FC Emmen (3–1 & 1–0) en NAC Breda (0–1 & 1–4)                                  |
| 2017/18                                                                  | Eerste divisie                                                           | 38                                                                       | 22                                                                       | 8                                                                        | 8                                                                        | 74                                                                       | 82                                                                       | 46                                                                       | 3e                                                                       | Nacompetitie                                                             | Achtste finale                                                           | Promotiewedstrijden tegen FC Emmen (0–4 & 4–1)                                                             |
| 2018/19                                                                  | Eerste divisie                                                           | 38                                                                       | 16                                                                       | 10                                                                       | 12                                                                       | 58                                                                       | 73                                                                       | 60                                                                       | 9e                                                                       | Nacompetitie                                                             | 2e ronde                                                                 | Promotiewedstrijden tegen RKC Waalwijk (2–0 & 3–0)                                                         |
| 2019/20                                                                  | Eerste divisie                                                           | 29                                                                       | 12                                                                       | 9                                                                        | 8                                                                        | 45                                                                       | 51                                                                       | 37                                                                       | 8e                                                                       | –                                                                        | 1e ronde                                                                 | Seizoen afgelast na 25 wedstrijden door het coronavirus                                                    |
| 2020/21                                                                  | Eerste divisie                                                           | 38                                                                       | 20                                                                       | 6                                                                        | 12                                                                       | 66                                                                       | 70                                                                       | 46                                                                       | 7e                                                                       | Nacompetitie                                                             | Kwartfinale                                                              | Promotiewedstrijden tegen Almere City FC (4–0), Roda JC Kerkrade (3–0) en NAC Breda (2–1).                 |
| 2021/22                                                                  | Eredivisie                                                               | 34                                                                       | 10                                                                       | 8                                                                        | 16                                                                       | 38                                                                       | 38                                                                       | 52                                                                       | 11e                                                                      | –                                                                        | Kwartfinale                                                              | – |
| 2022/23                                                                  | Eredivisie                                                               | 34                                                                       | 8                                                                        | 15                                                                       | 11                                                                       | 39                                                                       | 42                                                                       | 45                                                                       | 12e                                                                      | –                                                                        | Achtste finale                                                           | – |
| 2023/24                                                                  | Eredivisie                                                               | 34                                                                       | 14                                                                       | 11                                                                       | 9                                                                        | 53                                                                       | 68                                                                       | 51                                                                       | 6e                                                                       | Play-offs om UEFA Conference League                                      | Finalist                                                                 | Wedstrijd tegen Go Ahead Eagles (1–2)                                                                      |
| 2024/25                                                                  | Eredivisie                                                               | 34                                                                       | 12                                                                       | 7                                                                        | 15                                                                       | 43                                                                       | 51                                                                       | 46                                                                       | 8e                                                                       | Play-offs om UEFA Conference League                                      | 2e ronde                                                                 | Wedstrijd tegen FC Twente (2–3 n.v.)                                                                       |

### In Europa
De club speelt sinds 1969 in diverse Europese competities. Hieronder staan de competities en de seizoenen dat de club deelnam:
- Europacup II (1x)

1983/84
- UEFA Cup (2x)

2003/04, 2008/09
- Intertoto Cup (4x)

1969, 1978, 1986, 2004
 #R = #ronde, Groep = groepsfase, 1/8 = achtste finale, T/U = Thuis/Uit, W = Wedstrijd, PUC = punten UEFA coëfficiënten .
Uitslagen vanuit gezichtspunt N.E.C.
| Seizoen | Competitie    | Ronde        | Land                       | Club                  | Totaalscore | 1e W    | 2e W    | PUC |
| ------- | ------------- | ------------ | -------------------------- | --------------------- | ----------- | ------- | ------- | --- |
| 1969    | Intertoto Cup | Groep 4      | Vlag van Tsjecho-Slowakije | TJ ZVL Žilina         | 2–3         | 1–1 (T) | 1–2 (U) | 0.0 |
|         |               | Groep 4      | Vlag van Zweden            | Örebro SK             | 1–1         | 0–0 (T) | 1–1 (U) | 0.0 |
|         |               | Groep 4      | Vlag van Zwitserland       | AC Bellinzona         | 5–3         | 2–0 (T) | 3–3 (U) | 0.0 |
| 1978-I  | Intertoto Cup | Groep        | Vlag van België            | Royal Antwerp FC      | 3–4         | 0–2 (U) | 3-2 (T) | 0.0 |
|         |               | Groep        | Vlag van Duitsland         | MSV Duisburg          | 4–8         | 4–2 (T) | 0–6 (U) | 0.0 |
|         |               | Groep        | Vlag van Frankrijk         | Girondins de Bordeaux | 3–6         | 1–2 (T) | 2–4 (U) | 0.0 |
| 1983/84 | Europacup II  | 1R           | Vlag van Noorwegen         | SK Brann              | 2–1         | 1–1 (T) | 1–0 (U) | 3.0 |
|         |               | 1/8          | Vlag van Spanje            | FC Barcelona          | 2–5         | 2–3 (T) | 0–2 (U) | 3.0 |
| 1986    | Intertoto Cup | Groep 1      | Vlag van Duitsland         | Fortuna Düsseldorf    | 4–6         | 4–3 (T) | 0–3 (U) | 0.0 |
|         |               | Groep 1      | Vlag van Hongarije         | MTK Hungária FC       | 2–5         | 0–3 (T) | 2–2 (U) | 0.0 |
|         |               | Groep 1      | Vlag van België            | RFC Liége             | 1–2         | 0–1 (T) | 1–1 (U) | 0.0 |
| 2003/04 | UEFA Cup      | 1R           | Vlag van Polen             | Wisła Kraków          | 2–4         | 1–2 (U) | 1–2 (T) | 0.0 |
| 2004    | Intertoto Cup | 2R           | Vlag van Ierland           | Cork City FC          | 0–1         | 0–0 (T) | 0–1 (U) | 0.0 |
| 2008/09 | UEFA Cup      | 1R           | Vlag van Roemenië          | Dinamo Boekarest      | 1–0         | 1–0 (T) | 0–0 (U) | 7.0 |
|         |               | Groep D      | Vlag van Kroatië           | GNK Dinamo Zagreb     | 2–3         | 2–3 (U) |         | 7.0 |
|         |               | Groep D      | Vlag van Engeland          | Tottenham Hotspur FC  | 0–1         | 0-1 (T) |         | 7.0 |
|         |               | Groep D      | Vlag van Rusland           | Spartak Moskou        | 2–1         | 2-1 (U) |         | 7.0 |
|         |               | Groep D (3e) | Vlag van Italië            | Udinese               | 2–0         | 2-0 (T) |         | 7.0 |
|         |               | 3R           | Vlag van Duitsland         | Hamburger SV          | 0–4         | 0–3 (T) | 0–1 (U) | 7.0 |

Totaal aantal punten voor UEFA-coëfficiënten: 10,0

### Records en statistieken

#### Speler van het Jaar
| Seizoen | N.E.C.                         | N.E.C.               | N.E.C.          | N.E.C.          | N.E.C.          | N.E.C.          | SV NEC              | SV NEC              | SV NEC          | SV NEC          | SV NEC          | SV NEC          |
| Seizoen | Land                           | Speler               | Leeft.          | Positie         | Duels           | Goals           | Land                | Speler              | Leeft.          | Positie         | Duels           | Goals           |
| ------- | ------------------------------ | -------------------- | --------------- | --------------- | --------------- | --------------- | ------------------- | ------------------- | --------------- | --------------- | --------------- | --------------- |
| 2000/01 | Vlag van Nederland             | Danny Hesp           | 30              | Verdediger      | 32              | 4               | Geen verkiezing     | Geen verkiezing     | Geen verkiezing | Geen verkiezing | Geen verkiezing | Geen verkiezing |
| 2001/02 | Vlag van Nederland             | Rob Wielaert         | 23              | Verdediger      | 25              | 1               | Geen verkiezing     | Geen verkiezing     | Geen verkiezing | Geen verkiezing | Geen verkiezing | Geen verkiezing |
| 2002/03 | Vlag van Nederland             | Rob Wielaert         | 24              | Verdediger      | 32              | 3               | Geen verkiezing     | Geen verkiezing     | Geen verkiezing | Geen verkiezing | Geen verkiezing | Geen verkiezing |
| 2003/04 | Vlag van Nederland             | Dennis Gentenaar     | 28              | Keeper          | 34              | 0               | Geen verkiezing     | Geen verkiezing     | Geen verkiezing | Geen verkiezing | Geen verkiezing | Geen verkiezing |
| 2004/05 | Vlag van Nederland             | Peter Wisgerhof      | 25              | Verdediger      | 27              | 1               | Geen verkiezing     | Geen verkiezing     | Geen verkiezing | Geen verkiezing | Geen verkiezing | Geen verkiezing |
| 2005/06 | Vlag van Nederland             | Romano Denneboom     | 25              | Aanvaller       | 29              | 8               | Geen verkiezing     | Geen verkiezing     | Geen verkiezing | Geen verkiezing | Geen verkiezing | Geen verkiezing |
| 2006/07 | Vlag van Zweden                | Jonas Olsson         | 24              | Verdediger      | 32              | 2               | Geen verkiezing     | Geen verkiezing     | Geen verkiezing | Geen verkiezing | Geen verkiezing | Geen verkiezing |
| 2007/08 | Vlag van Nederland             | Youssef El Akchaoui  | 27              | Verdediger      | 34              | 5               | Vlag van Hongarije  | Krisztián Vadócz    | 23              | Middenvelder    | 26              | 3               |
| 2008/09 | Vlag van Denemarken            | Lasse Schöne         | 22              | Middenvelder    | 34              | 6               | Vlag van Denemarken | Lasse Schöne        | 22              | Middenvelder    | 34              | 6               |
| 2009/10 | Vlag van Nederland             | Lorenzo Davids       | 23              | Middenvelder    | 31              | 1               | Vlag van Nederland  | Patrick Pothuizen   | 38              | Verdediger      | 29              | 2               |
| 2010/11 | Vlag van Nederland             | Ramon Zomer          | 28              | Verdediger      | 34              | 3               | Vlag van België     | Björn Vleminckx     | 25              | Aanvaller       | 31              | 23              |
| 2011/12 | Vlag van Nederland             | Rens van Eijden      | 24              | Verdediger      | 27              | 1               | Vlag van Hongarije  | Gábor Babos         | 37              | Keeper          | 31              | 0               |
| 2012/13 | Vlag van Hongarije             | Gábor Babos          | 38              | Keeper          | 28              | 0               | Vlag van Nederland  | Rens van Eijden     | 25              | Verdediger      | 34              | 1               |
| 2013/14 | Vlag van Nederland             | Rens van Eijden      | 26              | Verdediger      | 29              | 3               | Geen verkiezing     | Geen verkiezing     | Geen verkiezing | Geen verkiezing | Geen verkiezing | Geen verkiezing |
| 2014/15 | Vlag van Nederland             | Navarone Foor        | 22              | Middenvelder    | 37              | 7               | Vlag van Iran       | Alireza Jahanbakhsh | 21              | Aanvaller       | 28              | 12              |
| 2015/16 | Vlag van Nederland             | Navarone Foor        | 23              | Middenvelder    | 33              | 4               | Vlag van Nederland  | Gregor Breinburg    | 24              | Middenvelder    | 30              | 0               |
| 2016/17 | Vlag van Bosnië en Herzegovina | Dario Đumić          | 25              | Verdediger      | 34              | 4               | Geen verkiezing     | Geen verkiezing     | Geen verkiezing | Geen verkiezing | Geen verkiezing | Geen verkiezing |
| 2017/18 | Vlag van Nederland             | Arnaut Groeneveld    | 21              | Aanvaller       | 28              | 11              | Geen verkiezing     | Geen verkiezing     | Geen verkiezing | Geen verkiezing | Geen verkiezing | Geen verkiezing |
| 2018/19 | Vlag van Nederland             | Tom Overtoom         | 28              | Middenvelder    | 27              | 1               | Geen verkiezing     | Geen verkiezing     | Geen verkiezing | Geen verkiezing | Geen verkiezing | Geen verkiezing |
| 2019/20 | Vlag van Frankrijk             | Jonathan Okita       | 22              | Aanvaller       | 27              | 6               | Geen verkiezing     | Geen verkiezing     | Geen verkiezing | Geen verkiezing | Geen verkiezing | Geen verkiezing |
| 2020/21 | Geen verkiezing                | Geen verkiezing      | Geen verkiezing | Geen verkiezing | Geen verkiezing | Geen verkiezing | Geen verkiezing     | Geen verkiezing     | Geen verkiezing | Geen verkiezing | Geen verkiezing | Geen verkiezing |
| 2021/22 | Vlag van Nederland             | Mattijs Branderhorst | 28              | Keeper          | 34              | 0               | Geen verkiezing     | Geen verkiezing     | Geen verkiezing | Geen verkiezing | Geen verkiezing | Geen verkiezing |
| 2022/23 | Geen verkiezing                | Geen verkiezing      | Geen verkiezing | Geen verkiezing | Geen verkiezing | Geen verkiezing | Vlag van Nederland  | Dirk Proper         | 21              | Middenvelder    | 32              | 1               |
| 2023/24 | Geen verkiezing                | Geen verkiezing      | Geen verkiezing | Geen verkiezing | Geen verkiezing | Geen verkiezing | Vlag van Nederland  | Philippe Sandler    | 27              | Verdediger      | 24              | 0               |
| 2024/25 | Geen verkiezing                | Geen verkiezing      | Geen verkiezing | Geen verkiezing | Geen verkiezing | Geen verkiezing | Vlag van Nederland  | Robin Roefs         | 22              | Keeper          | 32              | 0               |

#### Meeste wedstrijden
| Nr. | Speler             | Land                | Geb.datum         | Positie      | Wed. | Goals | Periode          |
| --- | ------------------ | ------------------- | ----------------- | ------------ | ---- | ----- | ---------------- |
| 1.  | Sije Visser        | Vlag van Nederland  | 27 augustus 1950  | Verdediger   | 490  | 21    | 1971/86          |
| 2.  | Frans Janssen      | Vlag van Nederland  | 3 januari 1955    | Aanvaller    | 468  | 133   | 1977/92          |
| 3.  | Carlos Aalbers     | Vlag van Nederland  | 1 mei 1964        | Middenvelder | 466  | 16    | 1982/96          |
| 4.  | Wilfried Brookhuis | Vlag van Nederland  | 16 oktober 1961   | Keeper       | 429  | 0     | 1985/00          |
| 5.  | Cees Kornelis      | Vlag van Nederland  | 4 september 1946  | Verdediger   | 389  | 8     | 1966/77          |
| 6.  | Patrick Pothuizen  | Vlag van Nederland  | 15 mei 1972       | Verdediger   | 340  | 28    | 1994/00, 2004/10 |
| 7.  | Tini van Reeken    | Vlag van Nederland  | 21 september 1939 | Aanvaller    | 339  | 107   | 1957/69          |
| 8.  | Anton Janssen      | Vlag van Nederland  | 10 augustus 1963  | Middenvelder | 333  | 39    | 1982/86, 1994/01 |
| 9.  | Harry Schellekens  | Vlag van Nederland  | 5 november 1952   | Keeper       | 317  | 0     | 1970/83          |
| 10. | Peter Wisgerhof    | Vlag van Nederland  | 19 november 1979  | Verdediger   | 311  | 17    | 2000/09          |
| 11. | Rens van Eijden    | Vlag van Nederland  | 3 maart 1988      | Verdediger   | 281  | 15    | 2009/16, 2018/22 |
| 12. | Ad Mellaard        | Vlag van Nederland  | 19 november 1942  | Verdediger   | 278  | 11    | 1967/76          |
| 13. | Gábor Babos        | Vlag van Hongarije  | 24 oktober 1974   | Keeper       | 270  | 0     | 2005/13          |
| 14. | Cees Lok           | Vlag van Nederland  | 18 augustus 1966  | Verdediger   | 268  | 69    | 1982/86, 1994/01 |
| 15. | Ben Werts          | Vlag van Nederland  | 16 november 1940  | Middenvelder | 268  | 46    | 1962/70          |
| 16. | Frans Paymans      | Vlag van Nederland  | 30 juli 1960      | Verdediger   | 266  | 10    | 1983/94          |
| 17. | Toon Willemse      | Vlag van Nederland  | 26 september 1951 | Verdediger   | 248  | 2     | 1977/85          |
| 18. | John Vievermans    | Vlag van Nederland  | 25 augustus 1959  | Middenvelder | 245  | 19    | 1981/88          |
| 19. | Henk Grim          | Vlag van Nederland  | 1 april 1962      | Aanvaller    | 241  | 88    | 1982/87, 1990/92 |
| 20. | Lasse Schöne       | Vlag van Denemarken | 27 mei 1986       | Middenvelder | 240  | 37    | 2008/12, 2021/25 |

Bijgewerkt tot 18 mei 2025. 

### N.E.C. en het Nederlands elftal
In totaal hebben zes spelers namens N.E.C. gespeeld in het Nederlands elftal. Recordinternational is Jan Peters met elf interlands. Tijdens deze interlands wist hij ook twee keer te scoren. Op 9 februari 1977 wist hij tweemaal het doel te vinden tijdens een vriendschappelijke interland in het Wembley Stadium tegen Engeland. Nederland zou deze wedstrijd winnen met 0–2 voor 90.000 toeschouwers.
Jasper Cillessen keerde in 2022/23 als 63-voudig international terug bij N.E.C. In maart 2023 speelde hij twee interlands onder Ronald Koeman, als eerste N.E.C. sinds Romano Denneboom, die in 2004 zijn enige interland speelde. De overige internationals, Theo de Jong, Wim Lakenberg en Pauke Meijers zouden ieder ook één interland afwerken. 

### Topscorers
- 1954/55:  Teun Willemse (4)
- 0000000  Pierre van Rhee (8)
- 1955/56:  Karel Driessen (17)
- 1956/57:  Frans Stallen (11)
- 1957/58:  Moises Bicentini (16)
- 1958/59:  Tini van Reeken (11)
- 1959/60:  Ab Kentie (7)
000000 :  Gerard Francissen (7)
- 1960/61:  Theo Slijkhuis (17)
- 1961/62:  Theo Slijkhuis (13)
- 1962/63:  Hans Verhagen (29)
- 1963/64:  Ben Zweers (26)
- 1964/65:  Theo van Doorneveld (17)
- 1965/66:  Tini van Reeken (15)
- 1966/67:  Chris Geutjes (13)
- 1967/68:  Hans Venneker (19)
- 1968/69:  Lambert Verdonk (6)
000000 :  Peter Ressel (6)
- 1969/70:  Jürgen Jendrossek (15)
- 1970/71:  Theo de Jong (15)
- 1971/72:  Cas Janssens (10)
- 1972/73:  Cas Janssens (18)
- 1973/74:  Manfred Priewe (8)
- 1974/75:  Jan Hoogendoorn (13)
- 1975/76:  Eugène Marijnissen (11)
- 1976/77:  Hans Posthumus (12)
- 1977/78:  Ronald Hendriks (10)
- 1978/79:  Ronald Hendriks (10)
- 1979/80:  Frans Janssen (9)
- 1980/81:  Albert Helsper (8)
- 1981/82:  Frans Janssen (13)
- 1982/83:  Henk Grim (10)
- 1983/84:  Henk Grim (12)
- 1984/85:  Henk Grim (14)
- 1985/86:  Henk Grim (8)
- 1986/87:  Henk Grim (29)
- 1987/88:  Frans Janssen (17)
- 1988/89:  Frans Janssen (21)
- 1989/90:  Arno Arts (7)
000000 :  Frans Janssen (7)
- 1990/91:  Arno Arts (7)
000000 :  Manuel Sánchez Torres (7)
- 1991/92:  Kees van Wonderen (16)
- 1992/93:  Cees Lok (8)
- 1993/94:  Cees Lok (19)
- 1994/95:  Jeffrey Kooistra (8)
- 1995/96:  Antti Sumiala (9)
- 1996/97:  Annti Sumiala (8)
- 1997/98:  Emiel van Eijkeren (13)
- 1998/99:  Jack de Gier (15)
- 1999/00:  Jack de Gier (9)
- 2000/01:  Ǵorǵi Hristov (15)
- 2001/02:  Frank Demouge (7)
- 2002/03:  Youssouf Hersi (9)
- 2003/04:  Youssouf Hersi (10)
- 2004/05:  Saïd Boutahar (7)
000000 :  Romano Denneboom (7)
- 2005/06:  Andrzej Niedzielan (10)
- 2006/07:  Romano Denneboom (9)
- 2007/08:  Jhon van Beukering (11)
- 2008/09:  Lasse Schöne (6)
000000 :  Youssef El Akchaoui (6)
- 2009/10:  Björn Vleminckx (8)
- 2010/11:  Björn Vleminckx (23)
- 2011/12:  Lasse Schöne (11)
- 2012/13:  Melvin Platje (9)
- 2013/14:  Michael Higdon (14)
- 2014/15:  Sjoerd Ars (28)
- 2015/16:  Christian Santos (16)
- 2016/17:  Jay-Roy Grot (5)
- 2017/18:  Anass Achahbar (15)
- 2018/19:  Ferdy Druijf (15)
000000 :  Jonathan Okita (15)
- 2019/20:  Zian Flemming (13)
- 2020/21:  Jordy Bruijn (11)
000000 :  Elayis Tavşan (11)
- 2021/22:  Jonathan Okita (7)
- 2022/23:  Landry Dimata (10)
- 2023/24:  Koki Ogawa (11) 
000000 :  Magnus Mattsson (11)
- 2024/25:  Vito van Crooij (9)

### Trainers
- 1923–1924:  Ferenc György
- 1929–1930:  Gus Smith
- 1931–1932:  Wim Claus
- 1932–1933:  Richard Longin
- 1933–1936:  Fons Lodenstijn
- 1936–1937:  Coen Delsen
- 1937–1939:  Bertus Schoester
- 1939–1940:  Bill Julian
- 1940–1941:  Bertus Schoester
- 1941–1942:  Vilmos Halpern
- 1942–1944:  Jan Bijl
- 1944–1946:  Bep van der Sloot
- 1946–1947:  Bertus Schoester
- 1947–1948:  George Charlton
- 1948–1949:  Bertus Schoester
- 1949–1954:  Jan Bijl
- 1954–1956:  Coen Delsen
- 1956–1957:  Ferdi Silz
- 0000–1957:  Coen Delsen (a.i.)
- 1957–1958:  Karel ter Horst
- 0000–1958:  Fons Lodenstijn (a.i.)
- 1958–1960:  Wim Groenendijk
- 1960–1961:  Joop de Busser
- 1961–1970:  Jan Remmers
- 1970–1973:  Wiel Coerver
- 1973–1974:  Meg de Jongh
- 0000–1974:  Leen Looijen (a.i.)
- 1974–1976:  Piet de Visser
- 1976–1978:  Hans Croon
- 1978–1981:  Leen Looijen
- 1981–1985:  Pim van de Meent
- 1985–1987:  Sándor Popovics
- 1987–1991:  Leen Looijen
- 1991–1994:  Jan Pruijn
- 1994–1995:  Cees van Kooten
- 1995–1997:  Wim Koevermans
- 1997–1999:  Jimmy Calderwood
- 2000–2004:  Johan Neeskens
- 2005–2005:  Cees Lok
- 2006–2009:  Mario Been
- 0000–2009:  Dwight Lodeweges (a.i.)
- 2009–2011:  Wiljan Vloet
- 2011–2013:  Alex Pastoor
- 2013–2014:  Anton Janssen
- 2014–2015:  Ruud Brood
- 2015–2016:  Ernest Faber
- 2016–2017:  Peter Hyballa
- 0000–2017:  Adrie Bogers
- 201800000:  Pepijn Lijnders
- 2018–2019:  Jack de Gier
- 2019–2020:  François Gesthuizen
0000000000 Adrie Bogers
0000000000 Rogier Meijer
- 2020–2025:  Rogier Meijer
- 2025–0000:  Dick Schreuder